# Congrès de la Nouvelle-Calédonie
Pour les autres articles nationaux ou selon les autres juridictions, voir Congrès (homonymie).
5e mandature
Congrès du Territoire
Siège du Congrès de la Nouvelle-Calédonie
Le Congrès de la Nouvelle-Calédonie est l'assemblée délibérante faisant fonction de parlement local au « monocamérisme partiel »[pas clair] — ou encore de sa chambre basse, la chambre haute pouvant être assimilée au Sénat coutumier — de la Nouvelle-Calédonie, collectivité d’outre-mer sui generis de la République française,. Son fonctionnement et ses attributions sont définis par le chapitre Ier du titre III (portant sur les institutions de la Nouvelle-Calédonie) de la loi organique no 99-209 relative à la Nouvelle-Calédonie, née de l'accord de Nouméa signé en 1998.
Cette assemblée est l'héritière d'un long passé institutionnel et a, au fil de l'histoire du territoire, connu plusieurs noms et modes de fonctionnement :
- le Conseil général de 1885 à 1957 ;
- l'Assemblée territoriale de Nouvelle-Calédonie de 1957 à 1985 ;
- le Congrès du Territoire de 1985 à 1999.

Le Congrès siège au 1 boulevard Vauban dans le centre-ville de Nouméa. Les médias locaux ont tendance à parler du « boulevard Vauban » pour citer cette institution.

## Mode d'élection
Le Congrès est élu au suffrage universel direct tous les 5 ans en même temps que les assemblées des provinces, à la proportionnelle suivant la méthode de la plus forte moyenne (méthode de Jefferson) à un tour, selon l'article R241 du code électoral. Avant 1999, son mandat était de 6 ans.
Les 54 membres du Congrès, appelés « Conseillers de la Nouvelle-Calédonie », sont tous des élus des Assemblées de Province, à raison de : « sept membres de l'assemblée de la province des îles Loyauté, quinze de l'assemblée de la province Nord et trente-deux de l'assemblée de la province Sud ». Si, de 1989 à 1999, l'ensemble des conseillers provinciaux siégeaient au Congrès, depuis l'application du statut de l'accord de Nouméa seulement une partie de chaque liste victorieuse est également élue au sein de l'assemblée délibérante néo-calédonienne (les premiers noms de la liste proportionnellement du résultat obtenu), tandis que le reste se retrouve désormais à siéger uniquement au sein de la seule Assemblée de Province. De plus, le seuil à atteindre pour chaque liste afin d'obtenir au moins un élu n'est plus de 5 % des suffrages exprimés (règle appliquée jusqu'en 1999), mais de 5 % des inscrits.
Le corps électoral est restreint depuis 1999, selon l'article 77 de la Constitution française. Jusqu'à la réforme constitutionnelle de 2007, appliquée pour la première fois aux élections provinciales de 2009, ce corps était dit « glissant » car touché par une durée de résidence minimale de dix ans en Nouvelle-Calédonie à la date du scrutin. Désormais, ce corps électoral est dit gelé : est donc citoyen néo-calédonien (et donc électeur aux élections provinciales) toute personne de nationalité française résidant de manière principale en Nouvelle-Calédonie depuis le 8 novembre 1998 (droit du sol gelé), ou celles majeures après cette date dont au moins l'un des deux parents est citoyen néo-calédonien (droit du sang). Peuvent être candidats les citoyens néo-calédoniens correspondant à cette définition, jouissant de leurs droits civiques et âgés d'au moins 21 ans à la date du scrutin. De par la loi organique du 4 juillet 2000 tendant à appliquer la loi sur la parité aux élections en Nouvelle-Calédonie, Polynésie française et à Wallis-et-Futuna, chaque liste se doit d'alterner une candidature d'homme et une de femme sur la totalité de sa composition (règle mise en place depuis les élections provinciales du 9 mai 2004).

## Fonctionnement interne
Le fonctionnement interne de l'institution - composition et prérogatives de son bureau et de ses commissions ainsi que l'organisation de son travail parlementaire ou de son administration - est en partie défini dans la loi organique de 1999 mais aussi par son règlement intérieur. Celui-ci a été préparé et adopté par le Congrès lui-même sous la forme d'une délibération datée du 13 juillet 1999, et régulièrement modifiée par la suite - treize fois à la date du 7 juillet 2022, dont une fois par deux jugements du tribunal administratif de Nouvelle-Calédonie du 24 août 2000, et douze fois par d'autres délibérations du Congrès.

### Le président

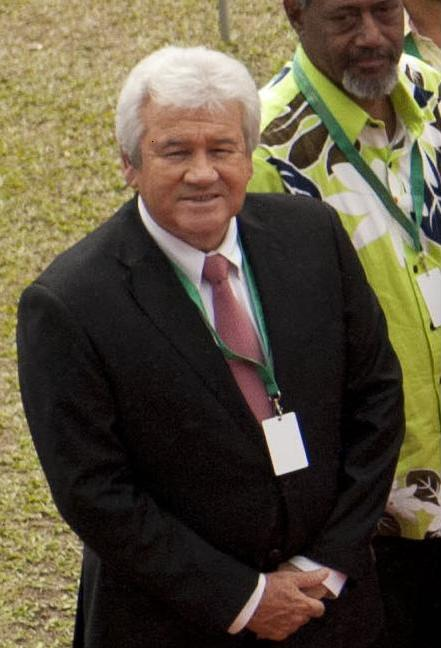
Le président de 1997 à 1998, de 2004 à 2007 et de 2009 à 2011, Harold Martin.

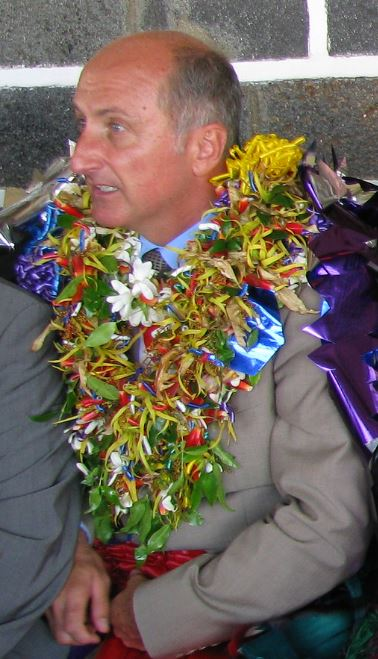
Le président de 2014 à 2015 et de 2018 à 2019, Gaël Yanno.

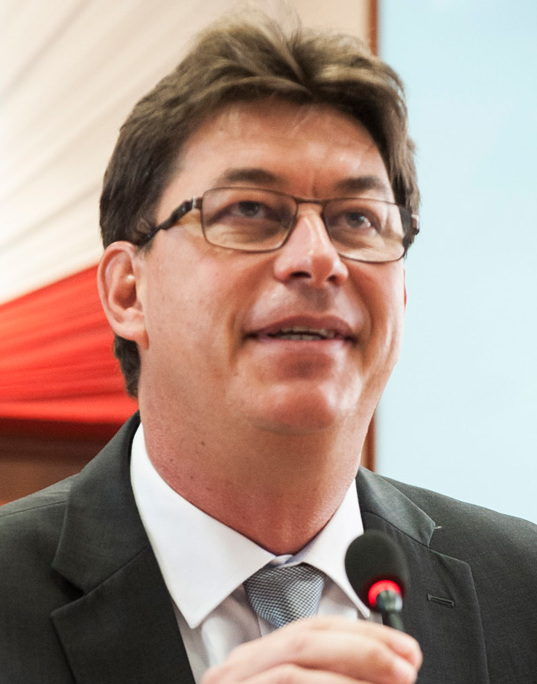
Le président de 2015 à 2018, Thierry Santa.

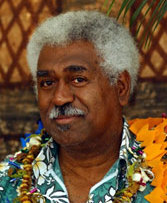
Le président de 2011 à 2012, de 2013 à 2014 et de 2019 à 2024, Roch Wamytan.

Le président du Congrès est élu par les membres de cette institution lors de la séance inaugurale de la première session ordinaire (dite « administrative ») de la mandature, puis est renouvelé chaque année généralement lors d'une session extraordinaire qui a lieu en juillet ou août. Pour cette séance, un quorum des 3/5 est requis, c'est-à-dire qu'au moins 33 conseillers doivent être présents ou représentés. En attendant l'élection, la séance est présidée par le doyen d'âge du Congrès, assisté par les deux benjamins qui serviront d'assesseurs pour le vote qui se fait à bulletin secret. Si aucun candidat à ce poste n'obtient la majorité absolue des suffrages (28 voix) lors des deux premiers tours de scrutin, la majorité relative suffit pour le 3e tour. En cas d'égalité entre deux candidats, c'est le plus âgé qui est déclaré élu.
Le 29 août 2012, Gérard Poadja, candidat du groupe Calédonie ensemble, est élu président du Congrès pour un mandat d'un an avec 28 voix contre 25 au sortant Roch Wamytan, candidat des groupes FLNKS et UNI, au troisième tour de scrutin. Aux deux tours précédents, aucune majorité absolue ne s'était dégagée avec trois candidats : Roch Wamytan (24 voix aux deux tours, soit la totalité des 23 indépendantistes et 1 voix venant du camp anti-indépendantiste), Simon Loueckhote (candidat du LMD soutenu par l'Avenir ensemble, le Rassemblement-UMP et Nathalie Brizard de l'UDC, 17 voix aux deux premiers tours, se retire au troisième) et Gérard Poadja (candidat du groupe Calédonie ensemble, 12 voix aux deux premiers tours). Un bulletin blanc a été décompté à chaque tour.
Le 8 août 2013, les trois mêmes candidats sont présentés, mais aucun des deux anti-indépendantistes ne se désistant cette fois en faveur de l'autre pour le 3e tour, Roch Wamytan retrouve la présidence du Congrès à la majorité relative avec la totalité des 23 voix indépendantistes (obtenues aux 2e et 3e tour, 2 bulletins indépendantistes ayant été comptabilisés nuls au 1er tour réduisant le score de Roch Wamytan à 21 votes lors de ce tour) contre 17 à Simon Loueckhote (candidat du nouveau groupe Engagement pour une Calédonie dans la France constitué du Rassemblement-UMP, de l'Avenir ensemble, du LMD, du MoDem et de l'UDC), 13 à Gérard Poadja (la totalité des voix du groupe Calédonie ensemble, récemment augmenté de l'ancien RPC Jean-Luc Régent et du dissident du Rassemblement-UMP Silipeleto Muliakaaka) et 1 bulletin blanc (celui de l'unique élue du MPC, Alexandra Malaval-Cheval).
Le 23 mai 2014, lors de la première séance suivant les élections provinciales du 11 mai précédent, le candidat d'union des non-indépendantistes, Gaël Yanno, est élu dès le premier tour avec la totalité des votes de son camp soit 29 voix (15 Calédonie ensemble, 8 du Front pour l'unité dont 6 Rassemblement et 2 Avenir ensemble, et 6 de l'Union pour la Calédonie dans la France dont 3 MPC, 2 RPC et 1 MRC), contre 15 à Caroline Machoro-Reignier (soit la totalité des élus du groupe UC-FLNKS et Nationaliste, à savoir 11 UC, 2 du Parti travailliste, 1 UC Renouveau et 1 DUS), 9 à Émile Néchéro (ceux du groupe UNI comprenant 8 Palika et 1 UPM) et 1 bulletin blanc (le LKS Basile Citré).
Le 16 juillet 2015, lors du premier renouvellement annuel du bureau de la IVe mandature, le candidat d'union des groupes non-indépendantistes Les Républicains et Calédonie ensemble, Thierry Santa, est élu au second tour avec la totalité des votes de son camp soit 29 voix (16 Calédonie ensemble, 10 pour Les Républicains dont 7 Rassemblement, 1 Avenir ensemble, 1 du RPC et 1 dissidente du MPC, et 3 de l'Union pour la Calédonie dans la France dont 2 MPC et 1 MRC qui avaient voté blanc au premier tour), contre 24 à Roch Wamytan (soit la quasi-totalité des voix indépendantistes à savoir celles des 15 élus du groupe UC-FLNKS et Nationaliste, à savoir 11 UC, 2 du Parti travailliste, 1 UC Renouveau et 1 DUS, et les 9 du groupe UNI comprenant 8 Palika et 1 UPM) et 1 bulletin blanc (le LKS Basile Citré). Il est réélu le 30 juin 2016 cette fois dès le premier tour avec 29 voix (tous les anti-indépendantistes) contre 25 à Roch Wamytan toujours (tous les indépendantistes). Au premier tour du renouvellement de la présidence le 19 juillet 2017, un autre candidat non-indépendantiste était présenté en conséquence d'une recomposition politique connue par ce camp à la suite des élections législatives de la même année) : si Thierry Santa était alors soutenu par un nouvel « intergroupe » unissant Calédonie ensemble, le Rassemblement et le MPC, soit 23 membres, il avait face à lui toujours Roch Wamytan qui est donc arrivé en tête du premier tour avec le plein des 25 voix indépendantistes, mais aussi Grégoire Bernut soutenu par les 6 membres du nouveau groupe Les Républicains calédoniens (Sonia Backès, 2 dissidents du Rassemblement dont Grégoire Bernut, les uniques élus de l'Avenir ensemble, du MRC et du RPC). Au second tour, Grégoire Bernut se désiste en faveur de Thierry Santa qui est donc de nouveau réélu par 29 voix contre 25 à Roch Wamytan.
Le 30 juillet 2018, lors du dernier renouvellement du bureau de cette IVe mandature et avant la consultation sur l'accession de la Nouvelle-Calédonie à la pleine souveraineté du 4 novembre 2018, trois candidats sont présentés : Roch Wamytan de nouveau par les deux groupes indépendantistes, le président sortant Thierry Santa qui n'est plus soutenu que par le nouveau groupe « Les Républicains Rassemblement - MPC », et Gaël Yanno, désormais non-inscrit et qui s'est présenté en son nom propre mais avec l'appui de Calédonie ensemble. Trois tours de scrutins sont alors nécessaires, ces trois candidats se maintenant lors des deux premiers tours, empêchant l'élection de l'un d'entre eux à la majorité absolue, avec 23 voix pour Roch Wamytan (les deux élus du Parti travailliste, désormais en froid avec le FLNKS depuis leur appel à ne pas participer à la consultation d'autodétermination, se sont alors abstenus), 16 pour Gaël Yanno (les 15 de Calédonie ensemble et la sienne), 6 pour Thierry Santa (celles de son groupe) et 7 bulletins blancs (ceux du groupe Les Républicains calédoniens, qui refusent de trancher entre les deux candidats non-indépendantistes). Pour le troisième tour, Thierry Santa retire sa candidature en faveur de Gaël Yanno, qui est donc élu avec la totalité des 29 votes non-indépendantistes.
Après les élections provinciales du 12 mai 2019, la séance inaugurale de la nouvelle mandature servant à élire le bureau le 24 mai 2019 prend par surprise les non-indépendantistes : alors que ceux-ci se sont entendus sur une candidature unique et espèrent avoir les voix de L'Éveil océanien, ce petit parti de trois élus défendant les intérêts de la communauté des Wallisiens et Futuniens de Nouvelle-Calédonie et qui se revendique opposé à l'indépendance mais pas « loyaliste » apporte ses voix au deuxième tour au candidat unique des indépendantistes. C'est ainsi que, après avoir fait jeu égal au premier tour avec 25 scrutins chacun, trois votes pour Veylma Falaeo de L'Éveil océanien et 1 bulletin blanc (de Louis Kotra Uregei du Parti travailliste), Roch Wamytan, cinq ans après l'avoir laissée, retrouve la présidence de l'institution au deuxième tour avec 29 voix (l'ensemble de celles des indépendantistes plus les trois de L'Éveil océanien) contre 25 à Magali Manuohalalo (la totalité de celles des groupes L'Avenir en confiance, qui comporte 18 membres, et Calédonie ensemble, 6 élus et dont elle est issue, ainsi que le vote du non-inscrit dissident de Calédonie ensemble Nicolas Metzdorf). L'Éveil océanien vote également pour les listes indépendantistes pour la désignation des vice-présidents, des questeurs et des secrétaires du bureau du Congrès, ainsi que pour la composition de la commission permanente. Roch Wamytan comme Milakulo Tukumuli de L'Éveil océanien présentent cela comme une « majorité océanienne » pour le « changement » et non une « majorité indépendantiste »,. Roch Wamytan est réélu le 23 juillet 2020 cette fois-ci dès le premier tour par 29 voix (l'ensemble des votes indépendantistes et encore une fois les trois de L'Éveil océanien qui forment désormais un intergroupe commun avec le groupe UC-FLNKS et Nationalistes) contre 19 à Gil Brial (les 18 de L'Avenir en confiance plus celle de Nicolas Metzdorf de Générations NC) et 6 à Magali Manuohalalo (celles de Calédonie ensemble). Il est de nouveau réélu dès le premier tour le 28 juillet 2021 avec les mêmes 29 voix indépendantistes soutenus par les trois de L'Éveil océanien (qui avaient annoncé auparavant envisager voter avec les non-indépendantistes si ceux-ci s'étaient mis d'accord sur une candidature unique, ce qui n'a finalement pas été le cas) contre 7 à Virginie Ruffenach (seuls les élus du Rassemblement, son parti, ont voté pour elle au sein du groupe L'Avenir en confiance qu'elle préside), 6 à Annie Qaézé (de Calédonie ensemble) et 12 votes blancs (les 11 autres membres du groupe L'Avenir en confiance non-issus du Rassemblement, et le non-inscrit Nicolas Metzdorf de Générations NC). Puis Roch Wamytan est reconduit au premier tour pour un quatrième mandat annuel le 30 août 2022, avec toujours les 29 votes indépendantistes et de L'Éveil océanien (qui a annoncé ce choix le 26 août au nom d'un « accord de stabilité institutionnelle » signé pour maintenir cette majorité jusqu'à la fin de la mandature, en échange de certains moyens supplémentaires attribués aux membres de ce parti), contre cette fois-ci un candidat unique des non-indépendantistes, Gil Brial du groupe Les Loyalistes et président du MPC, qui a fait le plein des 25 suffrages des trois groupes de son camp,. Le même résultat apparaît pour le dernier renouvellement de la mandature le 30 août 2023, avec encore 29 votes pour Roch Wamytan et 25 pour la candidate unique du camp anti-indépendantiste, Naia Wateou (Les Loyalistes-Les Républicains calédoniens).
Finalement, après un report des élections provinciales suivantes de mai à la fin de l'année 2024 (et peut-être au-delà à la suite des émeutes qui ont lieu dans l'intervalle), un nouveau renouvellement du bureau se déroule le 29 août 2024. Pour la première fois de cette mandature, L'Éveil océanien ne soutient pas la candidature indépendantiste de Roch Wamytan et présente sa propre candidate, Veylma Falaeo. Celle-ci est élue au second tour avec 28 voix (celles de l'ensemble des 25 non-indépendantistes en plus des 3 bulletins de son parti) contre 26 à Roch Wamytan, alors qu'elle n'en avait obtenues que 3 au premier tour, grâce au désistement en sa faveur des candidats de l'alliance des Loyalistes et du Rassemblement, Naia Wateou (19 voix au premier tour), et de Calédonie ensemble, Philippe Dunoyer (6 voix au premier tour). Elle est alors la première femme portée à la tête de cette institution, ainsi que la première personnalité à avoir des origines wallisiennes et futuniennes.
Liste des présidents du Congrès depuis 1985 :
- 07/10/1985 - 02/05/1988 : Dick Ukeiwé (RPCR)
- 02/05/1988 - 11/06/1989 : Albert Etuvé (RPCR)
- 26/06/1989 - 09/07/1995 : Simon Loueckhote (RPCR, première fois)
- 31/07/1995 - 16/07/1997 : Pierre Frogier (RPCR, première fois)
- 16/07/1997 - 03/06/1998 : Harold Martin (RPCR, première fois)
- 03/06/1998 - 09/05/2004 : Simon Loueckhote (RPCR, seconde fois)
- 21/05/2004 - 31/07/2007 : Harold Martin (Avenir ensemble, deuxième fois)
- 31/07/2007 - 10/05/2009 : Pierre Frogier (Rassemblement-UMP, seconde fois)
- 22/05/2009 - 03/03/2011 : Harold Martin (Avenir ensemble, troisième fois)
- 01/04/2011 - 01/08/2011 : Roch Wamytan (FLNKS-UC, première fois)
- 01/08/2011 - 19/08/2011 : Léonard Sam (Calédonie ensemble, par intérim)
- 19/08/2011 - 29/08/2012 : Roch Wamytan (FLNKS-UC, deuxième fois)
- 29/08/2012 - 08/08/2013 : Gérard Poadja (Calédonie ensemble)
- 08/08/2013 - 11/05/2014 : Roch Wamytan (FLNKS-UC, troisième fois)
- 23/05/2014 - 16/07/2015 : Gaël Yanno (UCF-MPC-UMP, première fois)
- 16/07/2015 - 30/07/2018 : Thierry Santa (Les Républicains-Rassemblement)
- 30/07/2018 - 12/05/2019 : Gaël Yanno (UCF-MPC-LR dissident, deuxième fois)
- 24/05/2019 - 29/08/2024 : Roch Wamytan (FLNKS-UC, quatrième fois)
- Depuis le 29/08/2024 : Veylma Falaeo (L'Éveil océanien)

### Le bureau
Le bureau est constitué, outre le président, de huit vice-présidents, de deux secrétaires et de deux questeurs. Les vice-présidents, secrétaires et questeurs sont élus au scrutin de liste interne, à la proportionnelle.
Depuis le 29 août 2024 et à la suite des ajustements du 16 janvier 2025, le bureau est ainsi constitué :
| Poste                     | Titulaire                 | Parti | Parti                        | Groupe                    | Province     |
| ------------------------- | ------------------------- | ----- | ---------------------------- | ------------------------- | ------------ |
| Présidente                | Veylma Falaeo             |       | L'Éveil océanien             | NI                        | Sud          |
| Première vice-présidente  | Virginie Ruffenach        |       | Le Rassemblement-LR          | Rassemblement             | Sud          |
| Deuxième vice-présidente  | Caroline Machoro-Reignier |       | FLNKS-UC                     | UC-FLNKS et Nationalistes | Nord         |
| Troisième vice-présidente | Naia Wateou               |       | Les Républicains calédoniens | Les Loyalistes            | Sud          |
| Quatrième vice-présidente | Inès Kouathé              |       | FLNKS-Palika                 | UNI                       | Sud          |
| Cinquième vice-présidente | Muriel Malfar-Pauga       |       | Les Républicains calédoniens | Les Loyalistes            | Sud          |
| Sixième vice-président    | Sylvain Pabouty           |       | DUS                          | UC-FLNKS et Nationalistes | Sud          |
| Septième vice-présidente  | Nadine Jalabert           |       | Le Rassemblement-LR          | Rassemblement             | Sud          |
| Huitième vice-présidente  | Valentine Eurisouké       |       | FLNKS-Palika                 | UNI                       | Nord         |
| Secrétaires               | Aniseta Tufele            |       | DVD                          | NI                        | Sud          |
| Secrétaires               | Isabelle Kaloï-Béaruné    |       | FLNKS-UC                     | UC-FLNKS et Nationalistes | Îles Loyauté |
| Questeurs                 | Laura Vendégou            |       | Le Rassemblement-LR          | Rassemblement             | Sud          |
| Questeurs                 | Nadia Heo                 |       | FLNKS-Palika                 | UNI                       | Nord         |

### La commission permanente
Élue elle aussi chaque année en son sein et à la représentation proportionnelle des groupes d'élus, à partir de listes constituées par ceux-ci. Elle est composée de 11 membres qui élisent ensuite un président, un vice-président et un secrétaire. Cette commission siège en dehors des sessions du Congrès afin de voter certains textes règlementaires (délibérations) dans des domaines délégués par l'institution, elle ne peut voter ni les lois de pays ni le budget.
La composition de l'actuelle commission permanente, élue le 29 août 2024, est la suivante :
- président : Philippe Dunoyer (Calédonie ensemble, Province Sud)
- vice-présidente : Maria Waka (FLNKS-UC, Province Nord)
- secrétaire : Naia Wateou (Les Loyalistes-LRC, Province Sud)
- Membres :
  - Charles Washetine (FLNKS-UNI-Palika, Îles Loyauté) jusqu'au 16 janvier 2025 puis Inès Kouathé (FLNKS-UNI-Palika, Province Sud)
  - Jean-Pierre Djaïwé (FLNKS-UNI-Palika, Province Nord)
  - Sylvain Pabouty (UC-FLNKS et Nationalistes-DUS, Province Sud)
  - Aloïsio Sako (UC-FLNKS et Nationalistes-RDO, Province Sud) jusqu'au 16 janvier 2025 puis Omayra Naisseline (UC-FLNKS et Nationalistes-LKS, Îles Loyauté)
  - Virginie Ruffenach (Rassemblement-LR, Province Sud)
  - Marie-Jo Barbier (Les Loyalistes-MPC, Province Sud)
  - Françoise Suvé (Les Loyalistes-LRC, Province Sud)
  - Philippe Michel (Calédonie ensemble, Province Sud)

Liste des présidents successifs de la Commission permanente depuis 1988 :
- 04/05/1988 - 03/06/1998 : Pierre Maresca (RPCR, première fois)
- 03/06/1998 - 06/06/2001 : Harold Martin (RPCR)
- 06/06/2001 - 17/09/2002 : Eymard Bouanaoué (FCCI)
- 14/11/2002 - 09/05/2004 : Cono Hamu (FCCI)
- 27/07/2004 - 06/08/2008 : Anne-Marie Siakinuu (Avenir ensemble)
- 06/08/2008 - 10/05/2009 : Pierre Maresca (Rassemblement-UMP, deuxième fois)
- 08/06/2009 - 19/08/2011 : Pierre Bretegnier (Rassemblement-UMP, première fois)
- 19/08/2011 - 29/08/2012 : Didier Leroux (MoDem app. Avenir ensemble, Province Sud)
- 29/08/2012 - 08/08/2013 : Pierre Bretegnier (Rassemblement-UMP, deuxième fois)
- 08/08/2013 - 11/05/2014 : Ilaïsaane Lauouvéa (FLNKS-RDO)
- 23/05/2014 - 26/04/2016 : Philippe Dunoyer (Calédonie ensemble, première fois)
- 02/05/2016 - 30/07/2018 : Philippe Gomès (Calédonie ensemble)
- 30/07/2018 - 12/05/2019 : Louis Mapou (FLNKS-UNI-Palika, première fois)
- 24/05/2019 - 23/07/2020 : Caroline Machoro-Reignier (FLNKS-UC)
- 23/07/2020 - 16/07/2021 : Louis Mapou (FLNKS-UNI-Palika, deuxième fois)
- 28/07/2021 - 29/08/2024 : Milakulo Tukumuli (L'Éveil océanien)
- Depuis le 29/08/2024 : Philippe Dunoyer (Calédonie ensemble, deuxième fois)

### Les commissions intérieures

#### Treize commission intérieures permanentes
La composition des commissions intérieures est définie annuellement, généralement concurremment avec le renouvellement du bureau. Pour l'année 2024-2025, elle a été établie le 29 août 2024, et leurs directions respectives ont été désignées le même jour :
- Finances et Budget :
  - présidente : Ithupane Tieoué (FLNKS-UNI-Palika, Province Sud)
  - vice-président : Philippe Blaise (Les Loyalistes-LRC-MRC, Province Sud)
  - rapporteur : Inès Kouathé (FLNKS-UNI-Palika, Province Sud)
- Législation et Réglementation économiques et fiscales :
  - président : Philippe Michel (Calédonie ensemble, Province Sud)
  - vice-présidente : Henriette Tidjine-Hmae (Intergroupe-FLNKS-UC, Province Nord)
  - rapporteur : Françoise Suvé (Les Loyalistes-Les Républicains calédoniens-Renaissance, Province Sud)
- Législation et Réglementation générales :
  - présidente : Caroline Machoro-Reignier (Intergroupe-FLNKS-UC, Province Nord)
  - vice-présidente : Marie-Jo Barbier (Les Loyalistes-MPC, Province Sud)
  - rapporteur : Maria Waka (Intergroupe-FLNKS-UC, Province Nord)
- Organisation administrative et de la Fonction publique :
  - présidente : Emmanuelle Khac (Calédonie ensemble, Province Sud)
  - vice-présidente : Henriette Tidjine-Hmae (Intergroupe-FLNKS-UC, Province Nord)
  - rapporteur : Lionnel Brinon (Les Loyalistes-Les Républicains calédoniens, Province Sud)
- Infrastructures publiques, de l'Aménagement du Territoire, du Développement durable, de l'Énergie, des Transports et de la Communication (fusion en mai 2013 de la commission des Infrastructures publiques et de l'Énergie et de celle des Transports et de la Communication) :
  - présidente : Omayra Naisseline (Intergroupe-LKS, Îles Loyauté)
  - vice-présidente : Naia Wateou (Les Loyalistes-Les Républicains calédoniens, Province Sud)
  - rapporteur : Maria Waka (Intergroupe-FLNKS-UC, Province Nord)
- Travail et Formation professionnelle :
  - présidente : Virginie Ruffenach (Rassemblement-LR, Province Sud)
  - vice-présidente : Nadeige Wackenthaler-Faivre (FLNKS-UNI-Palika, Province Nord)
  - rapporteur : Alésio Saliga (Les Loyalistes-Les Républicains calédoniens-Renaissance, Province Sud)
- Santé et Protection sociale :
  - présidente : Valentine Eurisouké (FLNKS-UNI-Palika, Province Nord)
  - vice-présidente : Muriel Malfar-Pauga (Les Loyalistes-Les Républicains calédoniens-Passionnément Dumbéa, Province Sud)
  - rapporteur : Ithupane Tieoué (FLNKS-UNI-Palika, Province Sud)
- Sports :
  - présidente : Muriel Malfar-Pauga (Les Loyalistes-Les Républicains calédoniens-Passionnément Dumbéa, Province Sud)
  - vice-présidente : Isabelle Kaloï-Béaruné (Intergroupe-FLNKS-UC, Îles Loyauté)
  - rapporteur : Jean-Gabriel Favreau (Les Loyalistes-Les Républicains calédoniens, Province Sud) jusqu'au 16 janvier 2025
- Agriculture et Pêche :
  - président : Lionnel Brinon (Les Loyalistes-Les Républicains calédoniens, Province Sud)
  - vice-présidente : Walisaune Wahetra (FLNKS-UNI-Palika, Îles Loyauté)
  - rapporteur : Nicolas Metzdorf (Les Loyalistes-Générations NC-Renaissance, Province Sud)
- Enseignement et Culture :
  - présidente : Marie-Jo Barbier (Les Loyalistes-MPC, Province Sud)
  - vice-présidente : Walisaune Wahetra (FLNKS-UNI-Palika, Îles Loyauté)
  - rapporteur : Jean-Gabriel Favreau (Les Loyalistes-Les Républicains calédoniens, Province Sud) jusqu'au 16 janvier 2025
- Législation et Réglementation relatives aux Affaires coutumières :
  - coprésidents : Sylvain Pabouty (Intergroupe-DUS, Province Sud) et Joseph Goromido (FLNKS-UNI-Palika, Province Nord)
  - rapporteur : Jean-Pierre Djaïwé (FLNKS-UNI-Palika, Province Nord)
- Droits de la femme et de la Famille (créée en avril 2013) :
  - présidente : Laura Vendégou (Rassemblement-LR, Province Sud)
  - vice-présidente : Marie-Line Sakilia (non-inscrite, Province Sud)
  - rapporteur : Marie-Jo Barbier (Les Loyalistes-MPC, Province Sud)
- Relations extérieures (créée en avril 2013) :
  - président : Pascal Sawa (Intergroupe-FLNKS-UC, Province Nord)
  - vice-présidente : Laura Vendégou (Rassemblement-LR, Province Sud)
  - rapporteur : Omayra Naisseline (Intergroupe-LKS, Îles Loyauté)

#### Les commissions intérieures spéciales
Les membres du Congrès peuvent décider, par le vote d'une délibération, l'installation de commissions intérieures spéciales, dont le mode de fonctionnement et la commission est similaire avec celle des commissions intérieures permanentes. Elles sont chargées de missions particulières pour une durée généralement limitée dans le temps. Pour l'année 2024-2025, trois commissions spéciales sont installées. Les directions ou compositions de ces commissions telles que décidées le 29 août 2024 ou à leur création sont les suivantes :
- chargée de la refonte du règlement intérieur du Congrès :
  - présidente : Veylma Falaeo (NI-L'Éveil océanien, Province Sud)
  - vice-présidente : Virginie Ruffenach (Rassemblement-LR, Province Sud)
  - rapporteur : Marie-Line Sakilia (non-inscrite, Province Sud)
- relative au développement d'un plan d'aménagement du foncier calédonien (créée le 24 août 2023) :
  - coprésidents : Lionnel Brinon (Les Loyalistes-Les Républicains calédoniens, Province Sud) et Roch Wamytan (Intergroupe-FLNKS-UC, Province Sud)
  - rapporteur : Nicolas Metzdorf (Les Loyalistes-Générations NC-Renaissance, Province Sud)
- chargée d'identifier et de proposer des solutions pour surmonter les défis actuels de la filière Nickel (créée le 18 avril 2024) :
  - présidente : Veylma Falaeo (NI-L'Éveil océanien, Province Sud)
  - rapporteur : Milakulo Tukumuli (NI-L'Éveil océanien, Province Sud)

#### Les commissions spéciales auprès du Congrès
À partir de 2011, le Congrès a également créé, toujours par délibération, un nouveau type de commission : les commissions spéciales auprès du Congrès. Présidée de jure par le président de l'assemblée ou son représentant, elles sont ouvertes à des membres d'autres institutions et aux partenaires sociaux. Pour l'année 2024-2025, elles sont au nombre de deux :
- Pour l'élaboration et le suivi d'accords économiques et sociaux : créée par délibération du 11 septembre 2011, avec des représentants extérieurs au Congrès dont le Haut-commissaire, le président du gouvernement de la Nouvelle-Calédonie, les membres de l'exécutif local chargés de l'économie, du budget, de la fiscalité, de l'emploi et de la protection sociale, et les dirigeants des syndicats (dite « commission vie chère » puis « commission vie chère avec les syndicats ») :
  - présidente de jure : Veylma Falaeo (NI-L'Éveil océanien, Province Sud)
  - membres issus du Congrès (2 représentants par groupes politiques, 1 par formations politiques non-inscrites) :
    - Muriel Malfar-Pauga (Les Loyalistes-Les Républicains calédoniens-Passionnément Dumbéa, Province Sud)
    - Naia Wateou (Les Loyalistes-Les Républicains calédoniens, Province Sud)
    - Virginie Ruffenach (Rassemblement-LR, Province Sud)
    - Nadine Jalabert (Rassemblement-LR, Province Sud)
    - Philippe Dunoyer (Calédonie ensemble, Province Sud)
    - Philippe Michel (Calédonie ensemble, Province Sud)
    - Henriette Tidjine-Hmae (Intergroupe-FLNKS-UC, Province Nord)
    - Caroline Machoro-Reignier (Intergroupe-FLNKS-UC, Province Nord)
    - Jean-Pierre Djaïwé (FLNKS-UNI-Palika, Province Nord)
    - Charles Washetine (FLNKS-UNI-Palika, Îles Loyauté)
    - Milakulo Tukumuli (NI-L'Éveil océanien, Province Sud)
- Avec les organismes représentant les employeurs pour l'analyse d'accords économiques et sociaux : équivalent de la précédente avec le patronat, créée par délibération du 27 août 2012, avec également des représentants extérieurs au Congrès dont le Haut-commissaire, le président du gouvernement de la Nouvelle-Calédonie, les membres de l'exécutif local chargés de l'économie, du budget, de la fiscalité, de l'emploi et de la protection sociale, et les dirigeants des organisations patronales (dite « commission vie chère avec le patronat ») :
  - présidente de jure : Veylma Falaeo (NI-L'Éveil océanien, Province Sud)
  - membres issus du Congrès (2 représentants par groupes politiques, 1 par formations politiques non-inscrites) :
    - Muriel Malfar-Pauga (Les Loyalistes-Les Républicains calédoniens-Passionnément Dumbéa, Province Sud)
    - Naia Wateou (Les Loyalistes-Les Républicains calédoniens, Province Sud)
    - Virginie Ruffenach (Rassemblement-LR, Province Sud)
    - Nadine Jalabert (Rassemblement-LR, Province Sud)
    - Philippe Dunoyer (Calédonie ensemble, Province Sud)
    - Philippe Michel (Calédonie ensemble, Province Sud)
    - Jacques Lalié (Intergroupe-FLNKS-UC-UC Renouveau, Îles Loyauté), jusqu'au 3 décembre 2024
    - Caroline Machoro-Reignier (Intergroupe-FLNKS-UC, Province Nord)
    - Jean-Pierre Djaïwé (FLNKS-UNI-Palika, Province Nord)
    - Charles Washetine (FLNKS-UNI-Palika, Îles Loyauté)
    - Milakulo Tukumuli (NI-L'Éveil océanien, Province Sud)

### Organisation du travail parlementaire

#### Sessions et intersessions
Le travail du Congrès durant chaque année civile de la mandature est organisé en sessions et intersessions.
Ces périodes comprennent tout d'abord deux sessions ordinaires annuelles appelées respectivement « session administrative » (durant le mois de juin) et « session budgétaire » (en novembre). Chacune d'entre elles est ouverte sur convocation du président du Congrès, et c'est lui également qui en annonce la fermeture ou la prolonge jusqu'à une durée maximale de deux mois. Si, à la date de convocation fixée par le président pour l'ouverture d'une de ces sessions, le quorum - fixé à la moitié au moins des membres du Congrès (soit 27 conseillers), ou 3/5 (soit 33 membres) s'il s'agit d'élire le Gouvernement ou le bureau du Congrès - n'est pas atteint, alors cette ouverture est renvoyée de plein droit au troisième jour ouvré suivant, sans quorum requis cette fois. Chaque session ordinaire comprend plusieurs séances publiques, dont une doit être réservée au vote des propositions de loi du pays, de délibération, de résolution et de vœu (c'est-à-dire émanant de membres du Congrès), et une autre au moins aux questions orales posées aux membres du gouvernement.
En dehors de ces deux sessions ordinaires, l'intersession peut comporter une ou plusieurs sessions extraordinaires, toujours ouverte sur convocation du président du Congrès à la demande du Gouvernement, de la majorité des membres du Congrès ou du Haut-commissaire, au plus tard quinze jours après la formulation de cette demande. Le ou les demandeurs fixent alors l'ordre du jour de cette session qui ne peut être modifié que par eux, et non par le président du Congrès. Une session extraordinaire doit alors durer au maximum un mois, tandis que le cumul des sessions extraordinaires convoquées entre deux sessions ordinaires ne peut excéder deux mois.
Enfin, en dehors de ces périodes de sessions ordinaires et extraordinaires, seule la commission permanente du Congrès siège. Elle ne peut adopter que des délibérations ou des avis qui ne concernent ni le budget, ni le compte administratif, ni la fiscalité (même si elle peut, en cas d'urgence et dans un cadre bien précis, accorder des crédits supplémentaires), dans la limite de la délégation qui lui a été préalablement consentie par la majorité des membres du Congrès. Elle se réunit sur convocation écrite de son président, à la demande du quart de ses membres ou du président du gouvernement, au moins trois jours francs avant la date fixée pour cette réunion. La présence de ses membres y est obligatoire (les absents justifiés pouvant toutefois accorder une procuration à un autre membre), et ses séances sont publiques. Son activité durant une intersession fait l'objet d'un rapport élaboré par les services du Congrès et présenté devant l'ensemble des élus de l'institution lors de la session ordinaire suivante.

#### Travail en commission
Avant son examen en séance publique, tout projet ou proposition de texte doit d'abord être étudié par la ou les commission(s) intérieure(s) responsable(s) du champ de compétence touché par ce projet ou cette proposition. Elle est (ou elles sont) alors saisie(s) par le président du Congrès, convoquée(s) par leur président 48 heures au moins avant leur réunion ou, de droit, à la demande de la majorité des membres la composant. Dans ce dernier cas seulement, si ni le président ni le vice-président de la commission ne sont présents, alors la réunion est dirigée par le doyen d'âge des présents. Dans les autres cas, la présence d'au moins le président ou du vice-président est nécessaire pour que la séance se fasse. Le président ouvre alors, suspend et clôt la séance de la commission, répartit la parole et assure la police dans l'enceinte du lieu de réunion, pouvant exclure toute personne qui troublerait l'ordre.
Les commissions se réunissent dans les salles de commissions situées au rez-de-chaussée du bâtiment principal du boulevard Vauban, ou dans la salle de délibération, voire à l'extérieur (c'est le cas régulièrement pour la commission agriculture et pêche qui se déplace dans le cadre des grandes foires agricoles locales, comme la foire de Bourail, ou nationales, tel le salon de l'agriculture à Paris). Si jamais, à l'heure fixée pour le début de la réunion, le quorum n'est pas atteint (à savoir au moins six membres de la commission absents), une attente d'une demi-heure est prévue puis la séance peut se tenir, quel que soit le nombre de présents ou représentés. Les séances des commissions ne sont pas publiques, sauf autorisation du président du Congrès. Les autres élus du Congrès non membres de la commission ainsi que les membres du gouvernement peuvent assister et participer aux débats, mais sans prendre part au vote. La commission peut également convoquer toute personne qu'elle juge nécessaire pour l'auditionner dans le cadre de l'examen du texte.
Le texte examiné est toujours accompagné d'un rapport de présentation du gouvernement (pour les projets) ou d’un exposé des motifs signé par le ou les élu(s) qui en sont à l'origine (pour les propositions), présentant le contexte dans lequel le texte s’inscrit ainsi que ses grandes lignes. La commission doit alors émettre un avis selon la procédure suivante :
- la discussion générale sur l’objet et la portée du texte entre les élus de la commission et le gouvernement, assisté par ses services administratifs ou par toute personne susceptible d’apporter un éclairage technique ;
- l’examen article par article qui peut donner lieu ou non à des observations ou à des interrogations des membres de la commission et, éventuellement, à des propositions d’amendement ;
- le vote de l'avis qui peut être favorable, défavorable ou réservé. En cas d'égalité, la voix du président de la commission est prépondérante.

Une fois la réunion faite, l'avis ainsi que l'ensemble des étapes qui y ont amené font l'objet d'un rapport écrit qui doit être signé par le président de la commission et transmis aux membres du Congrès pour être examiné en première lecture en séance publique (ou par la commission permanente pour les projets ou propositions de délibération en intersession) dans le plus bref délai. Si ce document n'est toujours pas signé au-delà d’un mois, à compter de la date de la réunion de la commission, il est réputé approuvé par son président et il peut être diffusé de façon numérique aux conseillers et aux représentants du gouvernement de la Nouvelle-Calédonie. Lorsqu’il ne s’agit pas d’une loi du pays, ce rapport est lu en séance publique par les rapporteurs de commission ou, à défaut, par un autre membre désigné par le président de la commission. Les projets ou propositions de lois du pays font l'objet d'un rapport particulier réalisé par un rapporteur spécial désigné au son sein par le Congrès.

#### Séances publiques
Les séances publiques du Congrès ou de sa commission permanente ont lieu dans la salle de délibération du boulevard Vauban. Elles sont ouvertes, closes, suspendues (de son propre chef ou à la demande d'au moins 6 élus) et présidées par le président du Congrès ou, en cas d'absence ou s'il a décidé de siéger au sein de son groupe politique (afin de participer aux discussions), par un de ses vice-présidents, dans l'ordre de préséance (du premier au huitième vice-président). Celles de la commission permanente le sont par son président ou, le cas échéant, son vice-président. Le président applique l'ordre du jour, répartit la parole, s'assure de la bonne tenue des débats (auxquels il ne peut participer que pour présenter l'état de la question ou ramener la question sur son sujet) et du respect du règlement intérieur et pose les questions. Il exerce la police du Congrès dans l’enceinte de la salle de délibération : il peut faire expulser, voire faire arrêter (en cas de crime ou de flagrant délit, en dressant un procès-verbal immédiatement transmis au procureur de la République), toute personne qui trouble l’ordre. Pour ce faire, il peut faire appel au Haut-commissaire pour s'assurer le concours de la force publique.
La salle de délibération du Congrès n'est accessible qu'à ses conseillers, qui s'installent aux places dévolues à leurs groupes dans des gradins disposés en U, le président siégeant pour sa part avec les représentants des services de l'institution (dont le secrétaire général ou son adjoint) en face d'eux en haut du « perchoir ». Le Haut-commissaire ou son représentant, les membres du gouvernement ou les personnes expressément autorisées et invitées par la présidence du Congrès sont également autorisées à siéger, ne pouvant prendre la parole qu'à la demande des élus, pour répondre à leurs questions ou être auditionnés par eux, et sans prendre part aux votes : ils siègent alors en face des membres du Congrès, dans les travées situées en dessous du « perchoir ». Les séances sont publiques, sauf décision contraire d'au moins la majorité absolue des membres présents ou représentés, et retransmises en direct sur le site internet de l'institution. Le public autorisé à être présent dans le bâtiment du Congrès ainsi que les journalistes accrédités sont installés à l'arrière de la salle de délibération, derrière les élus. Ils ne doivent en aucun cas réagir et doivent garder le silence, sous peine d'expulsion de la salle.
L'ordre du jour est fixé et modifié par le président après consultation du bureau, sauf pour les séances des sessions extraordinaires où il est alors préalablement déterminé par l'autorité qui a demandé la session. Il doit être transmis avec la convocation aux membres au moins cinq jours avant la date de la séance (trois jours pour la commission permanente). L'ordre du jour peut être modifié, dans le respect des délais requis pour la transmission de la convocation, par le président du gouvernement pour y inscrire les projets ou propositions de loi du pays ou de délibération dont il estime la discussion urgente ; à la demande de la moitié au moins des membres du Congrès pour y rajouter de plein droit des propositions de loi du pays ou de délibération ; par le Haut-commissaire pour y inscrire par priorité toute question sur laquelle le Congrès ou la commission permanente doit émettre un avis. De plus, huit jours avant la séance,le président du Congrès doit adresser un rapport sur les affaires qui doivent être soumises au Congrès, accompagné de tous les documents utiles.
Pour que la séance ait lieu, il faut que le quorum soit respecté, soit la moitié pour la plupart des séances (27 élus), les 3/5 (33 conseillers) pour celles devant élire le gouvernement ou les membres du bureau. Sont comptabilisés pour vérifier ce quorum les membres physiquement présents ou représentés (c'est-à-dire ayant transmis au préalable aux services du Congrès une procuration donnée à un autre membre du Congrès). C'est le secrétaire général qui assure, au début de chaque séance, l'appel des élus présents et énonce ceux qui sont représentés.

#### Procédure de vote des textes
Pour ce qui reste le cœur du travail du Congrès, à savoir le vote de textes législatifs ou réglementaires, celui-ci répond en séance à une procédure qui comprend :
- la présentation du texte, faite par le président du gouvernement ou le membre de l'exécutif chargé de l'animation et du contrôle du secteur concerné pour les projets de texte, ou par un des élus signataires pour les propositions (dans ce cas, la présentation est suivi d'observations et de l'avis donné par le gouvernement sur cette proposition, à l'invitation du président du Congrès) ;
- la lecture du rapport, qui diffère selon la nature du texte examiné : pour les projets ou propositions de délibération, de résolution et de vœu, il est donné lecture, par le président ou le rapporteur de la commission concernée, de la partie de son rapport concernant la discussion générale (et si ce rapport a été auparavant imprimé et distribué, sa présentation peut se limiter à un simple complément d’information ou commentaire, sans lecture) ; pour les avis rendus sur un projet de texte national sur lequel le Congrès est saisi par le Haut-commissaire, ce sont les services du secrétariat général qui assurent la lecture du projet ; pour les projets ou propositions de lois du pays, un rapporteur spécial est désigné en son sein par le Congrès dès le dépôt du texte sur le bureau de l'institution, et c'est lui qui ouvre la discussion générale en présentant son rapport ;
- la discussion générale : le débat s'engage alors entre les élus et le gouvernement, avec une répartition et un temps de parole fixés par le règlement intérieur, sous le contrôle du président de la séance ;
- l'examen article article par article pour les projets ou propositions de lois du pays, de délibération, de résolution, de vœu : pour chaque article, les observations de la commission concernée sont d'abord lues par le rapporteur de la commission ou le rapporteur spécial, puis les éventuels amendements proposés sont présentés, avant une mise aux voix des conseillers au fur et à mesure par le président du Congrès ;
- l'explication de vote : cette étape n'est pas systématique, mais consiste à accorder un temps de parole pour une explication de vote prononcée par un orateur de chaque formation politique représentée, et par un orateur supplémentaire par groupe politique constitué ;
- le vote sur l'ensemble : le texte ainsi débattu et éventuellement amendé est voté dans son intégralité par les élus présents ou représentés. Si une délibération ne nécessite que la majorité absolue de ces élus présents ou représentés pour être adoptée, une loi du pays ne pourra être approuvée qu'à la majorité absolue de l'ensemble des membres du Congrès (soit 28 conseillers) tandis qu'un transfert de compétences ou l'adoption d'un signe identitaire devra l'être par une majorité qualifiée des 3/5 (donc 33 élus). Le vote d'un texte se fait normalement à main levée, sauf demande d'un vote nominal par au moins six membres du Congrès : dans ce cas, à l'appel de son nom ou de celui d'un autre représentant absent dont il a la procuration, chaque élu devra se lever et clairement indiquer s'il est « pour », « contre » ou s'il s'abstient. En cas d'égalité, la voix du président du Congrès est prépondérante.

L'article 103 de la loi organique permet, dans un délai de 15 jours après l'adoption en première lecture d'un texte, au Haut-commissaire, au gouvernement local, au président du Congrès, à celui d'une Assemblée de province ou onze membres du Congrès, de soumettre cette loi ou certaines de ses dispositions à une seconde lecture qui ne peut être refusée. Elle ne peut intervenir moins de huit jours après la demande et, s'il n'est pas en session, le Congrès est spécialement réuni à cet effet (sauf si la durée cumulée des autres sessions extraordinaires tenues depuis la précédente session ordinaire a déjà atteint la limite de deux mois). Les règles de la séance pour cette nouvelle discussion sont les mêmes que pour la première lecture.
Puis, le Conseil constitutionnel peut être saisi pour délibérer sur un texte qui a fait l'objet d'une deuxième lecture, dans un délai de dix jours après son adoption, par les mêmes autorités qui ont pu en demander la relecture. Il se prononce alors dans les trois mois suivant sa saisine, et sa décision est publiée au Journal officiel de la République française et au Journal officiel de la Nouvelle-Calédonie. S'il conclut que le texte contient au moins une disposition contraire à la Constitution et inséparable de l'ensemble de la loi, celui-ci ne peut être promulgué. En revanche, si elle n'est pas considérée comme inséparable du reste du document, la partie du texte jugée anti-constitutionnelle est la seule à ne pas être promulguée. Dans ce cas, le gouvernement local peut demander dans les dix jours qui suivent la publication de la décision du Conseil constitutionnel au Journal officiel de la Nouvelle-Calédonie une nouvelle procédure de discussion et de vote de la part du Congrès sur la disposition concernée afin de la mettre en conformité avec la Constitution.
Quinze jours après la première lecture (si une deuxième lecture n'a pas été demandée) ou dix après la seconde (si le Conseil constitutionnel n'a pas été saisi), le président du Congrès transmet le texte adopté au Haut-commissaire. Une fois cette transmission faite, ce dernier promulgue le texte avec le contreseing du président du gouvernement local, sous dix jours. Si le Conseil constitutionnel a été saisi et s'il juge finalement le texte constitutionnel, la promulgation est faite également avec un délai maximum de dix jours après la publication de la décision au Journal officiel de la Nouvelle-Calédonie. Elle est publiée ensuite au Journal officiel de la Nouvelle-Calédonie.
Même après sa promulgation, un texte peut encore être soumis à la question prioritaire de constitutionnalité.

### Administration

#### Secrétaire général
L'administration du Congrès est coordonnée par un secrétaire général, qui assiste aux séances de l'Assemblée.
Les secrétaires généraux successifs du Congrès ont été :
1. 1985 - 1er septembre 1995 : Claude Fournier,
2. 1er septembre 1995 - 4 avril 2012 : Jean-Claude Viale (par intérim jusqu'au 1er janvier 1996),
3. 4 avril 2012 - : Vidjaya Tirougnanasammandamourtty « Tirou » (par intérim)

Les secrétaires généraux adjoints ont été :
1. 1er mars 1990 - 1er septembre 1995 : Jean-Claude Viale,
2. 1er avril 2001 - 7 novembre 2005 : Victor David,
3. 7 novembre 2005 - 3 janvier 2012 : Isabelle Leyraud
4. 3 janvier 2012 - 5 octobre 2012 : Vidjaya Tirougnanasammandamourtty « Tirou »
5. 5 octobre 2012 - : Alexandra Médard (par intérim)

#### Secrétariat de direction
Le secrétariat de direction s'occupe du protocole et de la communication.

#### Directions
Le secrétariat général comprend cinq directions depuis sa réorganisation en 2018 (quatre auparavant) :
- la direction des services de l'hémicycle (DSHEMI) :
  - le service des commissions et des séances (information et aide aux élus pour l'exercice de leur mandat, suivi des textes déposés au Congrès jusqu'à leur vote et comptes-rendus des séances), qui comprend également :
    - la section de la reprographie (imprimerie et diffusion de la documentation papier aux élus).
- la direction des ressources humaines :
  - le service des carrières, de la rémunération, des emplois et de la formation, qui comprend :
    - la section des personnels.

  - la section des « services généraux » regroupant les moyens de transmission (entretien, transmissions et conciergerie).
- la direction de la gestion financière :
  - le service de la gestion financière et des achats.
- la direction du patrimoine et des technologies de l'information (DPTI) :
  - le service des technologies de l'information, qui comprend :
    - la section de l'informatique, des réseaux et des télécommunications.

  - le service du patrimoine et des moyens, qui comprend :
    - la section du patrimoine (qui gère par exemple la flotte de véhicules de l'institution),
    - la section de la gestion et de l'entretien des bâtiments.
- la direction des affaires juridiques et du contentieux (DAJC) :
  - le service du contentieux et des affaires juridiques, qui comprend :
    - la section du centre de documentation et d'information (CDI, centre d'archives et bibliothèque ainsi que mise à jour des « textes adoptés » sur le site internet)

S'y ajoute le service du protocole et de l'accueil.

## Rôle et compétence

### Le vote des lois du pays, des transferts de compétences et de la règlementation locale
Le Congrès est l'organe législatif de la collectivité néo-calédonienne, disposant de la compétence générale pour tous les domaines attribués à la Nouvelle-Calédonie. Il vote donc à la majorité absolue le budget de la collectivité préparé par le Gouvernement ainsi que les lois du pays qui lui sont présentées par le Gouvernement (projets de loi) ou qui sont proposées par un ou plusieurs élus du Congrès (propositions de loi). C'est également lui qui vote, à la majorité des 3/5, les transferts de compétences de l'État vers la collectivité ainsi que les signes identitaires de la Nouvelle-Calédonie prévus par l'accord de Nouméa.
Tous les textes normatifs adoptés par le Congrès qui ne sont pas des lois du pays, sont appelées délibérations (pour l'application d'une loi du pays ou toute autre mesure réglementaire de la compétence de la Nouvelle-Calédonie).
Selon les principes du régime de spécialité législative, il peut aussi rendre des « avis » à la demande du Haut-commissaire sur les projets de lois autorisant la ratification ou l'approbation des traités ou accords internationaux signés par l'État et qui ont vocation à s'appliquer en Nouvelle-Calédonie, ainsi que sur tout texte (projets ou propositions de lois ou d'ordonnances) qui introduisent, modifient ou suppriment des dispositions spécifiques à la Nouvelle-Calédonie, avant leur examen par le Conseil d'État.
Il peut enfin voter des « résolutions » (adressées au président du gouvernement de la Nouvelle-Calédonie et au Haut-commissaire, pour demander de compléter, modifier ou abroger des dispositions législatives ou règlementaires applicables à la Nouvelle-Calédonie selon le régime de spécialité législative dans le champ des compétences de l'État) et des « vœux » (qui peuvent être déposés par tout membre du Congrès, ils sont adressés une fois votés au président du gouvernement, n'ont aucune valeur règlementaire mais peuvent donner lieu à un projet de délibération).

### Les relations avec le Sénat coutumier: chambre basse d'un Parlement bicaméral ou monocamérisme partiel
Le constitutionnaliste Nicolas Clinchamps parle d'un « Parlement local » qui « est, en quelque sorte, bicaméral en Nouvelle-Calédonie, dans la mesure où le Sénat coutumier est compétent pour les matières relevant notamment des signes identitaires, du statut civil coutumier et du régime des terres coutumières, le dernier mot revenant toutefois au Congrès ». Il assimile ainsi ce dernier à une chambre basse, et le Sénat coutumier à une chambre haute.
Le Sénat coutumier donne effectivement son avis, et peut modifier, sur tout projet ou proposition de loi du pays relatif aux signes identitaires de la Nouvelle-Calédonie, au statut civil coutumier, au régime des terres coutumières (notamment à la définition des baux destinés à régir les relations entre les propriétaires coutumiers et exploitants sur ces terres) et des palabres coutumiers, aux limites des aires coutumières ainsi qu'aux modalités de désignation au Sénat coutumier et aux conseils coutumiers. Il délibère sur ce texte dans les deux mois de sa saisine, avec possibilité d'en modifier la rédaction. S'il ne s'est pas prononcé dans ce délai, il est réputé avoir adopté le texte dans sa version initiale. Le document adopté par le Sénat coutumier est ensuite soumis à la délibération du Congrès. Si ce dernier n'adopte pas un texte identique à celui adopté par le Sénat coutumier, celui-ci est saisi de ce nouveau texte. Et si le Sénat coutumier n'adopte pas ce texte en termes identiques dans un délai d'un mois, le Congrès statue définitivement. Il donne son avis également (dans un délai d'un mois, et sans possibilité de modification) sur tout projet ou proposition de délibération touchant l'identité kanak.
Néanmoins, le Sénat coutumier ne dispose d'aucune initiative législative ni règlementaire (même s'il peut, selon l'article 145, « saisir le gouvernement, le Congrès ou une assemblée de province de toute proposition intéressant l'identité kanak »). Carine Gindre David parle ainsi d'un « monocamérisme partiel ».

### L'élection du Gouvernement de la Nouvelle-Calédonie et son contrôle
Au début de chaque mandature ou après la fin observée des fonctions de l'exécutif local, le Congrès élit, au scrutin de listes présentées par les groupes politiques, le Gouvernement de la Nouvelle-Calédonie après avoir déterminé le nombre de ses membres (entre 5 et 11). L'actuel Gouvernement, élu le 17 février 2021, comporte 11 membres élus sur quatre listes (deux non-indépendantistes et deux indépendantistes) dont quatre de L'Avenir en confiance (deux du Rassemblement, un des Républicains calédoniens et une du MPC), un de Calédonie ensemble, trois de l'intergroupe « FLNKS et Nationalistes avec L'Éveil océanien » (deux de l'UC et un de L'Éveil océanien) et trois de l'UNI (membres du Palika).
Une modification en 2009 de la loi organique (plus particulièrement de son article 75) a créé la possibilité pour les membres du Congrès de poser des questions orales au gouvernement, en réservant une séance par session ordinaire à ce type d'exercice. Les élus peuvent également poser, tout au long du mandat, des questions écrites.
Le Congrès peut très bien renverser un gouvernement en votant une motion de censure. Celle-ci doit être signée par au moins 1/5 des membres du Congrès (11 élus). Elle est adoptée à la majorité absolue (seuls les votes en sa faveur sont décomptés, tous les autres, y compris les abstentions, sont donc considérés comme des votes contre la motion). Une seule motion de censure a été déposée depuis 1999, le 18 décembre 2012 par le groupe Calédonie ensemble contre le Gouvernement Martin VI, elle est rejetée le 21 décembre 2012 en n'obtenant que 18 voix sur 54 (les 11 du groupe Calédonie ensemble, les 6 du groupe UNI ainsi que le vote de Pascal Naouna du groupe FLNKS),.

## Composition actuelle (5emandature, 2019-2024)

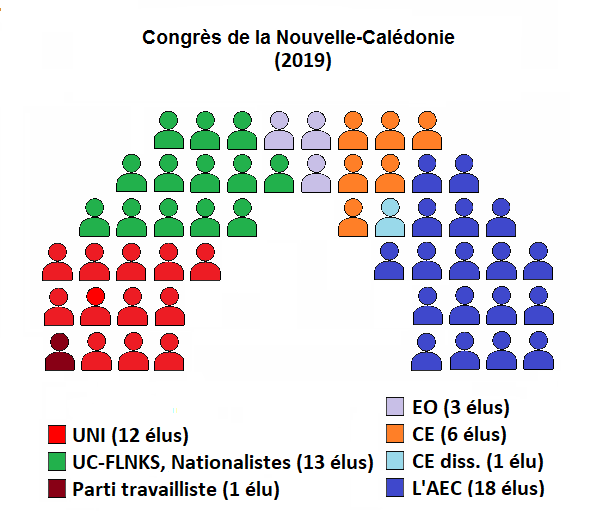
Composition lors de la séance inaugurale de la 5e mandature, le 24 mai 2019.
N.B. : CE : Calédonie ensemble, L'AEC : L'Avenir en confiance, EO : L'Éveil océanien.

Il y a cinquante-quatre élus au Congrès.

### Non-indépendantistes
L'ensemble du camp non-indépendantiste (aussi appelé « loyaliste »), soit 28 élus sur 54 - 25 si on ne compte pas les trois élus de L'Éveil océanien qui, quoique non-indépendantistes, revendiquent une position charnière en s'alliant aux indépendantistes pour la gestion des instances du Congrès et du gouvernement - ont négocié pour soutenir une seule candidature à la présidence du Congrès en 2019 et 2022, mais aussi pour présenter des listes communes pour la désignation des autres membres du bureau, mais pas pour la constitution du gouvernement. Ce camp est d'abord divisé en deux groupes, dont la composition est rendue publique par les services du Congrès le 23 mai 2019, puis trois groupes à partir du 13 avril 2022, à quoi s'ajoutent initialement quatre non-inscrits (nombre ramené à un lorsque les trois conseillers de L'Éveil océanien forment un intergroupe commun avec les indépendantistes de l'UC-FLNKS et Nationalistes à partir de juillet 2020, et finalement à 0 lorsque le dernier non-inscrit, Nicolas Metzdorf de Générations NC, rejoint le groupe nouvellement créé des Loyalistes le 13 avril 2022).

#### Intergroupe Les Loyalistes
L'intergroupe Les Loyalistes est formé le 13 avril 2022 par une majorité de membres élus sous les couleurs de la liste L'Avenir en confiance en Province Sud, à commencer par sa tête de liste Sonia Backès. Ils reprochent à leur ancien partenaire, Le Rassemblement-Les Républicains, un certain nombre de décisions qui, selon eux, auraient « cassé la logique unitaire », la dernière en date étant l'annonce de la candidature des dirigeants de ce parti, Thierry Santa et Virginie Ruffenach, aux élections législatives de juin 2022 dans les deux circonscriptions que compte la Nouvelle-Calédonie, sans concertation pour arriver à une candidature commune avec les autres membres de L'Avenir ensemble. Ces dissidents sont rejoints par un élu, Nicolas Metzdorf, jusqu'ici non-inscrit, mais qui formait déjà avec L'Avenir en confiance une coalition qui portait elle-même le nom de « Les Loyalistes » pour mener des campagnes communes pour le « non » lors des référenda sur l'indépendance de l'archipel de 2020 et 2021. Il dispose ainsi depuis sa création de 12 élus, ce qui en fait le deuxième plus important du Congrès et le premier pour le camp non-indépendantiste, issus de trois partis politiques : Les Républicains calédoniens (LRC) de Sonia Backès (huit puis sept élus à partir du 16 janvier 2025), le Mouvement populaire calédonien (MPC) de Gil Brial (deux élus), Générations NC de Nicolas Metzdorf (un élu), à quoi s'ajoute un ancien membre du Rassemblement, Brieuc Frogier. À part ce dernier, qui a soutenu Éric Zemmour pour le premier tour de l'élection présidentielle d'avril 2022 (avant de se rallier à Emmanuel Macron pour le second tour), tous ont participé à la campagne néo-calédonienne pour le président sortant. Ils sont momentanément rejoints le 29 août 2023 par une dissidente de L'Éveil océanien, jusque là non-inscrite, portant ainsi le nombre des membres de l'intergroupe à 13, avant que cette élue ne démissionne de l'intergroupe pour redevenir non-inscrite le soir même. Leur nombre est réduit à 11 membres après l'entrée en fonction du gouvernement Ponga le 16 janvier 2025 et donc le retour au Congrès de Yoann Lecourieux, dissident du Rassemblement qui rejoint les non-inscrits, entraînant la perte du mandat dans cette assemblée de son suivant de liste de 2019 Jean-Gabriel Favreau. Il est présidé par Françoise Suvé, membre des Républicains calédoniens et de La République en marche (LREM) puis Renaissance (RE) sur le plan national, et dispose de deux porte-paroles avec Gil Brial, président du MPC, et Nicolas Metzdorf, président fondateur de Générations NC et également militant de LREM/RE. Ses membres sont tous également conseillers de la Province Sud :
- Sonia Backès (présidente fondatrice des Républicains calédoniens depuis 2017, présidente de l'Assemblée de la Province Sud depuis 2019, secrétaire d’État à la Citoyenneté dans le gouvernement Borne de 2022 à 2023, tête de la liste « UCF » en 2014 et L'Avenir en confiance en 2019, ancienne présidente des groupes UCF en 2014, Les Républicains de 2015 à 2017 puis Les Républicains calédoniens de 2017 à 2019, ancienne membre du gouvernement de la Nouvelle-Calédonie de 2009 à 2015, ancienne conseillère municipale de Nouméa de 2014 à 2020)
- Marie-Jo Barbier (MPC-LR, ancienne conseillère municipale de Nouméa de 2001 à 2020, ancienne 15e puis 14e adjointe au maire de Nouméa chargée de l'état civil, de l'enfance et de la famille de 2008 à 2014), membre du Congrès depuis le 6 juillet 2019 en remplacement d'Isabelle Champmoreau (élue au gouvernement)
- Philippe Blaise (co-secrétaire général des Républicains calédoniens depuis 2017 et président fondateur du MRC depuis 2011, ancien co-porte-parole et vice-président du groupe L'Avenir en confiance de 2019 à 2022, 1er vice-président de l'Assemblée de la Province Sud depuis 2019, conseiller municipal de Nouméa depuis 2008)
- Gil Brial (président du MPC-LR depuis 2018, 3e puis 2e vice-président de l'Assemblée de la Province Sud depuis 2012, co-porte-parole de l'intergroupe depuis 2022, conseiller municipal de Dumbéa depuis 2014)
- Lionnel Brinon (Les Républicains calédoniens, ancien secrétaire général de Tous Calédoniens de 2015 à 2018, conseiller municipal de La Foa depuis 2014 et 1er adjoint au maire depuis 2020)
- Brieuc Frogier (Les Républicains calédoniens, ex-Rassemblement-LR, fils du sénateur, signataire de l'accord de Nouméa et ancien président du parti Pierre Frogier, Mont-Dore)
- Muriel Malfar-Pauga (Les Républicains calédoniens, dirigeante de « Passionnément Dumbéa », ancienne médiatrice du logement au gouvernement de la Nouvelle-Calédonie de 2018 à 2019, ancienne conseillère municipale de Dumbéa de 2001 à 2020)
- Nicolas Metzdorf (président fondateur de Générations NC depuis 2019, également militant de LREM puis de Renaissance, co-porte-parole de l'intergroupe depuis 2022, député Renaissance de la 2e circonscription de 2022 à 2024 puis EPR de la 1re circonscription depuis 2024, responsable des « Jeunes ensemble » de 2010 à 2019, membre fondateur du Collectif pour un drapeau commun en 2010, ancien membre du gouvernement de la Nouvelle-Calédonie de 2017 à 2019, ancien maire de La Foa de 2020 à 2022, originaire de Poya)
- Alésio Saliga (vice-président des Républicains calédoniens depuis 2017, également militant de LREM, Nouméa)
- Françoise Suvé (Les Républicains calédoniens-« Avec nous, ça va changer »-LREM, présidente de l'intergroupe depuis 2022, suppléante du député EPR de la 1re circonscription Nicolas Metzdorf depuis 2024, 7e puis 8e adjointe au maire de Nouméa chargée de l'environnement et du développement durable depuis 2014)
- Naia Wateou (Les Républicains calédoniens, cheffe du groupe L'Avenir en confiance à l'Assemblée de la Province Sud depuis 2019, ancienne suppléante du député Renaissance de la 1re circonscription Philippe Dunoyer de 2017 à 2022, conseillère municipale de Nouméa depuis 2020, présidente du SMTU nc ( syndicat mixte du transport urbain du Grand-Nouméa ), originaire d'Ouvéa)
- Élus aux 16e puis 17e puis 18e gouvernements locaux (sous les couleurs de L'Avenir en confiance d'abord puis Rassemblement-Les Loyalistes) :
  - Christopher Gygès (co-animateur du pôle projet des Républicains calédoniens depuis 2017, également militant de LREM, déjà membre du gouvernement de 2017 à 2019, Nouméa), investi membre du gouvernement le 6 juillet 2019 puis confirmé le 16 juillet 2021 dans l'exécutif suivant et le 16 janvier 2025 dans le troisième gouvernement de la mandature, remplacé au Congrès par Guy-Olivier Cuénot (resté membre du groupe L'Avenir en confiance devenu Rassemblement).
  - Isabelle Champmoreau (porte-parole du MPC depuis 2015, ancienne co-porte-parole de L'Avenir en confiance de 2019 à 2022, ancienne présidente du groupe UCF de 2014 à 2015, déjà membre du gouvernement en 2007 et de 2015 à 2017, ancienne conseillère municipale de Nouméa de 2008 à 2020, ancienne 2e adjointe au maire de Nouméa de 2008 à 2014), investie membre du gouvernement le 6 juillet 2019 puis confirmée le 16 juillet 2021 dans l'exécutif suivant et le 16 janvier 2025 dans le troisième gouvernement de la mandature, remplacée au Congrès par Marie-Jo Barbier.

- Autre ancien membre du Congrès :
  - Jean-Gabriel Favreau (co-animateur du pôle vie militante des Républicains calédoniens depuis 2017, conseiller financier, champion de funboard, ancien collaborateur au cabinet du membre du gouvernement Christopher Gygès de 2017 à 2019, Nouméa), membre du Congrès du 6 juillet 2019 au 16 janvier 2025 en remplacement de Yoann Lecourieux (élu au gouvernement durant cette période)

#### L'Avenir en confiance puis Rassemblement
Le groupe L'Avenir en confiance – issu de la liste éponyme arrivée en tête lors du scrutin en Province Sud tout en constituant également, à travers la liste « Agissons pour le Nord » d'Alcide Ponga, la première force non-indépendantiste de Province Nord (et la seule représentée au sein de cette assemblée provinciale) – dispose à l'origine et jusqu'au 13 avril 2022 de 18 membres, ce qui en a fait le premier groupe du Congrès. Il a déjà existé pendant les deux derniers mois de la précédente mandature, à partir du 20 mars 2019. Il est constitué de 7 élus du 13 avril 2022 au 14 décembre 2023, puis 6 à partir de cette dernière date, issus de deux partis : Le Rassemblement-Les Républicains (Rassemblement-LR) de Thierry Santa (huit élus au départ puis sept à partir du 6 juillet 2019, six après le 13 avril 2022, cinq à partir du 14 décembre 2023 et finalement quatre depuis le 16 janvier 2025), du Rassemblement national (RN) dirigé localement par Alain Descombels (un élu dissident des Républicains calédoniens depuis 2021) et du petit parti centriste Tous Calédoniens (TC) de Pascal Vittori (un élu à partir du 16 janvier 2025). Les deux autres partis qui le constituaient au départ, LRC (huit élus puis neuf à partir du 6 juillet 2019 et finalement huit à nouveau à partir de 2021) et le MPC (deux élus), ont formé un autre groupe avec un dissident du Rassemblement le 13 avril 2022 baptisé Les Loyalistes. Il est présidé par Virginie Ruffenach, secrétaire générale puis vice-présidente du Rassemblement-LR, et vice-présidé depuis 2022 par Guy-Olivier Cuénot, unique élu du Rassemblement national et président du comité de soutien néo-calédonien à Marine Le Pen pour l'élection présidentielle de 2022 (groupe auparavant vice-présidé par Philippe Blaise, co-secrétaire général des Républicains calédoniens). Le 22 juin 2023, invoquant un « souci de clarté » à la suite de cette scission, le groupe décide de se rebaptiser « Rassemblement ». Ses membres sont :
- Province Nord :
  - Pascale Chiara-Montagnat (Rassemblement-LR, conseillère municipale d'opposition de Koné depuis 2020)
  - Wilfrid Weiss (vice-président de Tous Calédoniens, maire de Koumac), membre du Congrès depuis le 16 janvier 2025 en remplacement d'Alcide Ponga (élu au gouvernement)
- Province Sud :
  - Guy-Olivier Cuénot (RN, vice-président du groupe depuis 2022, Les Républicains calédoniens jusqu'en 2021, ancien vice-président du Syndicat des importateurs et distributeurs, gérant de La Case à café qui est distributeur local de Lavazza, Nouméa), membre du Congrès depuis le 6 juillet 2019 en remplacement de Christopher Gygès (élu au gouvernement)
  - Nadine Jalabert (Rassemblement-LR, conseillère municipale du Mont-Dore depuis 2014)
  - Virginie Ruffenach (secrétaire générale de 2016 à 2021 puis vice-présidente du Rassemblement-LR, co-porte-parole de L'Avenir en confiance depuis 2019, présidente du groupe depuis 2019, ancienne conseillère municipale de Nouméa de 2008 à 2014)
  - Laura Vendégou (Rassemblement-LR, fille du grand-chef, maire et ancien sénateur Hilarion Vendégou, conseillère municipale de l'Île des Pins)

- Élus aux 16e puis 17e puis 18e gouvernements locaux (sous les couleurs de L'Avenir en confiance d'abord puis Rassemblement-Les Loyalistes) :
  - Thierry Santa (président du Rassemblement-LR de 2018 à 2022, ancien président du Congrès de 2015 à 2018, ancien président du groupe en 2019, ancien conseiller municipal de Païta de 2014 à 2020), président du Gouvernement du 6 juillet 2019 au 15 juillet 2021 puis membre de l'exécutif suivant depuis le 16 juillet 2021, remplacé au Congrès par Aniseta Tufele.
  - Alcide Ponga (vice-président exécutif adjoint puis vice-président puis président du Rassemblement-LR depuis 2022, tête de la liste « Agissons pour le Nord » en 2019, maire de Kouaoua depuis 2014), investi président du gouvernement le 16 janvier 2025, remplacé au Congrès par Wilfrid Weiss.

#### Calédonie ensemble
Le groupe Calédonie ensemble - qui a existé dans les trois précédentes mandatures à partir de 2008 - est issu d'une seule liste baptisée « Calédoniens ensemble pour un avenir du pays dans la paix aux couleurs de la France » en Province Sud. Il dispose à sa création de six membres, tous membres du parti éponyme et bien que la liste ait obtenu lors du scrutin sept élus (l'un d'eux, Nicolas Metzdorf, critiquant la stratégie de négociation du mouvement au lendemain de l'élection, est entré en dissidence le 21 mai 2019). Il est présidé par Philippe Michel et vice-présidé par Philippe Dunoyer. Ses membres sont tous conseillers de Province Sud :
- Philippe Dunoyer (co-porte-parole de Calédonie ensemble depuis 2009, président du groupe Calédonie ensemble de 2014 à 2016, vice-président du groupe, ancien député UDI puis Renaissance de la 1re circonscription de 2017 à 2024, ancien membre du gouvernement de 2009 à 2014 et de 2016 à 2017, ancien 3e adjoint au maire de Nouméa de 2014 à 2017)
- Philippe Gomès (dirigeant fondateur de Calédonie ensemble depuis 2008, tête de liste en 2009, 2014 et 2019, ancien député UDI de la 2e circonscription de 2012 à 2022, ancien président du gouvernement de 2009 à 2011, ancien membre du gouvernement de 1999 à 2001 et de 2009 à 2012, ancien président de l'Assemblée de la Province Sud de 2004 à 2009, ancien maire de La Foa de 1989 à 2008)
- Emmanuelle Khac (La Foa)
- Magali Manuohalalo (fille de l'ancien membre du gouvernement Aukusitino Manuohalalo, conseillère municipale d'opposition de Nouméa depuis 2020)
- Philippe Michel (secrétaire général de Calédonie ensemble depuis 2008, président du groupe Calédonie ensemble de 2008 à 2014 et depuis 2016, ancien président de l'Assemblée de la Province Sud de 2014 à 2019, président de l'intergroupe de 2017 à 2018, Nouméa)
- Annie Qaézé (ancienne suppléante du député UDI de la 1re circonscription Philippe Dunoyer de 2017 à 2022, ancienne conseillère municipale de Nouméa de 2014 à 2020, originaire de Lifou)

### Indépendantistes et alliés
Le Front de libération nationale kanak et socialiste (FLNKS), qui disposait de deux groupes distincts dans les quatre précédentes mandatures, a formé une liste commune uniquement en Province Sud. Ce camp dispose de 26 élus sur 54 après le scrutin de mai, dont 23 pour les quatre partis du FLNKS. Les trois élus de L'Éveil océanien, qui ne se revendiquant pas indépendantistes et jusque-là non-inscrits, ont rejoint en juillet 2020 un intergroupe commun avec des indépendantistes, auxquels ils donnent la majorité au Congrès puis au gouvernement, avant de redevenir temporairement non-inscrits d'avril à août 2022. Encore une fois, deux groupes se sont formés, à quoi s'ajoutent un puis deux non-inscrits :

#### UC-FLNKSetNationalistes
Les membres du groupe UC-FLNKS et Nationalistes qui s'est formé en mai 2019 sont issus des listes Union calédonienne (UC) propres en Province Nord et aux îles Loyauté, ainsi que de la moitié des membres de la liste unitaire « FLNKS » menée par Roch Wamytan dans le Sud et de l'unique élue de la liste du mouvement Libération kanak socialiste (LKS) « Dynamique autochtone » d'Omayra Naisseline aux Îles Loyauté. Présidé par Pierre-Chanel Tutugoro et vice-présidé par Caroline Machoro-Reignier, il dispose initialement de 13 membres (11 du FLNKS-UC qui redescendent à 10 le 29 novembre 2020 dont 1 UC Renouveau (jusqu'au 3 décembre 2024), 1 de la Dynamik unitaire Sud dite DUS formée en 2011 par des dissidents du FLNKS-Parti de libération kanak dans le Sud et 1 du LKS) ce qui en fait le deuxième groupe du Congrès. Ils sont rejoints à partir de juillet 2020 par les trois élus non-indépendantistes de L'Éveil océanien, qui gardent une certaine liberté de vote, formant ainsi un « intergroupe » de 16 élus toujours présidé par Pierre-Chanel Tutugoro et vice-présidé par Milakulo Tukumuli. Par le jeu des remplacements des nouveaux membres du gouvernement en juillet 2021, ils forment à partir de là un intergroupe de 17 membres (étant rejoints par un nouvel élu du RDO du Sud). Mais il redescend à 16 membres le 29 novembre 2021 lorsqu'une de ses élues, Marie-Line Sakilia, en est suspendue. Enfin, les trois élus de L'Éveil océanien sont temporairement redevenus non-inscrits du 19 avril au 30 août 2022, puis définitivement à partir du 8 septembre 2022. L'intergroupe disparaît alors pour redevenir le groupe « UC-FLNKS et Nationalistes » avec 13 sièges. Ce nombre passe à 14 le 29 août 2023 avec le ralliement de l'unique élue du Parti travailliste, jusque là non-inscrite, mais redescend à 13 après l'entrée en fonction du gouvernement Ponga le 16 janvier 2025 et donc le retour au Congrès de Louis Mapou, membre du groupe UNI, entraînant la perte du mandat dans cette assemblée de son suivant de liste de 2019 Aloisio Sako. Il reste présidé par Pierre-Chanel Tutugoro tandis qu'Omayra Naisseline en est la vice-présidente. Ses membres sont :
- Îles Loyauté :
  - Jacques Lalié (Îles Loyauté, FLNKS-UC et président fondateur de l'UC Renouveau depuis 2004, tête de liste distinctes de celles de l'UC en 2004, 2009 et 2014, tête de liste de l'UC en 2019, président de l'Assemblée de la Province des îles Loyauté de 2019 à 2024, ancien conseiller municipal de Lifou de 2008 à 2014), membre du Congrès jusqu'à sa démission d'office à la suite d'une condamnation judiciaire le 3 décembre 2024 mais réintégré suite à un pourvoi en cassation le 8 août 2025, remplacé entretemps par Reine Hué-Vendégou.
  - Isabelle Kaloï-Béaruné (FLNKS-UC, Maré)
  - Omayra Naisseline (LKS, tête de liste « Dynamique autochtone » en 2019, vice-présidente du groupe depuis 2022, ancienne 3e vice-présidente de l'Assemblée de la Province des îles Loyauté de 2019 à 2024, belle-fille de l'ancien grand-chef, président de l'assemblée provinciale et président fondateur du parti Nidoïsh Naisseline, conseillère municipale d'opposition de Maré depuis 2020)
  - Mathias Waneux (FLNKS-UC, président de l'Assemblée de la Province des îles Loyauté depuis 2024, président de la Sodil, Ouvéa)
  - Kadrilé Wright (Parti travailliste, Lifou), membre du Congrès depuis le 25 juillet 2019 en remplacement de Louis Kotra Uregei, démissionnaire le 17 juillet 2019.
- Province Nord :
  - Daniel Goa (FLNKS, ancien président de l'UC de 2012 à 2024, tête de liste en 2019, ancien maire de 2014 à 2017 puis chef de l'opposition municipale de 2017 à 2020 et enfin conseiller municipal de la majorité depuis 2020 à Hienghène)
  - Caroline Machoro-Reignier (FLNKS-UC, vice-présidente du groupe de 2009 à 2011, de 2014 à 2020 et en 2022, ancienne présidente du groupe de 2011 à 2014, sœur de l'ancien secrétaire général du parti Éloi Machoro et épouse de l'ancien secrétaire général Gérard Reignier, signataire des accords de Matignon, ancienne conseillère municipale de Canala de 2001 à 2014)
  - Pascal Sawa (FLNKS-UC, maire de Houaïlou depuis 2014)
  - Henriette Tidjine-Hmae (FLNKS-UC, maire de Poum depuis 2008)
  - Pierre-Chanel Tutugoro (FLNKS, secrétaire général puis 1er vice-président de l'UC depuis 2018, président du groupe puis de l'intergroupe puis de nouveau du groupe depuis 2019, maire de Ponérihouen depuis 2014)
  - Maria Waka (FLNKS-UC, ancienne 1re adjointe au maire de Koné de 2014 à 2020)
- Province Sud :
  - Sylvain Pabouty (dirigeant fondateur de la DUS depuis 2011, président fondateur de l'Association pour le droit au logement décent pour tous, membre du Conseil national des peuples autochtones en Kanaky Nouvelle-Calédonie et du Comité 150 ans après, Nouméa)
  - Roch Wamytan (FLNKS-UC, ancien président du parti de 1999 à 2001, ancien président unitaire du FLNKS de 1995 à 2001, ancien président du groupe de 2009 à 2011 et de 2014 à 2019, tête de liste en 1995, 1999, 2004, 2009, 2014 et 2019, ancien président du Congrès de 2011 à 2012, de 2013 à 2014 et de 2019 à 2024, ancien membre du gouvernement de 1999 à 2001 et de 2002 à 2004, signataire de l'accord de Nouméa, grand-chef du district coutumier du Pont-des-Français et de la chefferie Wamytan de Saint-Louis depuis 1989, ancien chef de l'opposition municipale du Mont-Dore de 1989 à 2001)

- Anciens membres du Congrès durant cette mandature :
  - Reine Hué-Vendégou (FLNKS-UC, Lifou-Île des Pins), membre du Congrès du 3 décembre 2024 au 8 août 2025 en remplacement de Jacques Lalié (démissionnaire d'office durant cette période)
  - Aloïsio Sako (Sud, FLNKS, président fondateur du RDO depuis 1994, chef du groupe FLNKS à l'Assemblée de la Province Sud, ancien faipule ou chef coutumier des ressortissants wallisiens du district de Hihifo en Nouvelle-Calédonie, Dumbéa), membre du Congrès du 16 juillet 2021 au 16 janvier 2025 en remplacement de Louis Mapou (élu au gouvernement sur cette période)

#### UNI
Un groupe Union nationale pour l'indépendance (UNI) s'est constitué à partir de la liste menée sous cette étiquette par Paul Néaoutyine dans la Province Nord, de celle baptisée « Palika Îles » de Charles Washetine aux îles Loyauté et des trois élus du Parti de libération kanak (Palika) issus de la liste unitaire « FLNKS » tirée par l'UC Roch Wamytan dans le Sud. Ce groupe, dominé par le Palika et comprenant aussi traditionnellement le FLNKS-Union progressiste en Mélanésie (UPM), existe en continu depuis 2004. Il est présidé par Louis Mapou (membre du bureau politique du FLNKS-Palika) jusqu'à son entrée au gouvernement le 16 juillet 2021 puis par Jean-Pierre Djaïwé (FLNKS-Palika, déjà président de ce groupe de 2004 à 2014), vice-présidé par Ithupane Tieoué (FLNKS-Palika) et comprend 12 membres jusqu'en juillet 2021 puis 11 jusqu'au 16 janvier 2025 et enfin à nouveau 12 (tous issus du FLNKS, dont 11 Palika et 1 UPM jusqu'au 6 juillet 2019, puis 10 Palika et 2 UPM jusqu'au 16 juillet 2021, 10 Palika et 1 UPM jusqu'au 16 janvier 2025 et finalement 11 Palika et 1 UPM à nouveau) :
- Îles Loyauté :
  - Walisaune Wahetra (FLNKS-Palika, 2e vice-présidente de l'Assemblée de la Province des îles Loyauté depuis 2024, Lifou)
  - Charles Washetine (FLNKS, co-porte-parole du Palika depuis 2000, tête de liste en 1999, 2000, décembre 2009, 2014 et 2019, ancien membre du gouvernement de 2004 à 2009, Maré)
- Province Nord :
  - Jean Creugnet (FLNKS, ancien secrétaire général de l'UPM de 2012 à 2023, Poindimié)
  - Jean-Pierre Djaïwé (FLNKS, co-porte-parole du Palika depuis 2018, président du groupe de 2004 à 2014 et depuis 2021, 1er puis 2e vice-président de l'Assemblée de la Province Nord de 1999 à 2014 et en 2019, ancien membre du gouvernement de 2019 à 2021, déjà membre du Congrès de 1995 à 2014, ancien maire de Hienghène de 2012 à 2014), remplacé au Congrès pendant son passage au gouvernement du 6 juillet 2019 au 21 juillet 2021 par Patricia Goa
  - Valentine Eurisouké (FLNKS, membre du bureau politique du Palika, 2e vice-présidente de l'Assemblée de la Province Nord depuis 2021, ancienne membre du gouvernement de la Nouvelle-Calédonie de 2014 à 2021, ancienne maire de Houaïlou de 2008 à 2014 puis conseillère municipale d'opposition), remplacée au Congrès pendant son passage au gouvernement du 6 juillet 2019 au 21 juillet 2021 par Victor Tutugoro
  - Joseph Goromido (FLNKS-Palika, ancien président du groupe en 2009, maire de 2001 à 2020 puis chef de l'opposition municipale depuis 2020 de Koné)
  - Nadia Heo (FLNKS-Palika, déjà membre du Congrès de 2009 à 2014, Pouébo)
  - Paul Néaoutyine (FLNKS dont il fut président de 1990 à 1995, chef de file de facto du Palika depuis 1989, chef de file fondateur de l'UNI depuis 1995, tête de liste en 1995, 1999, 2004, 2009, 2014 et 2019, président de l'Assemblée de la Province Nord depuis 1999, signataire de l'accord de Nouméa, maire de Poindimié depuis 1989)
  - Nadeige Wackenthaler-Faivre (FLNKS-Palika, 1re vice-présidente de l'Assemblée de la Province Nord depuis 2019, ancienne secrétaire du président de l'assemblée de la Province Nord, ancienne conseillère municipale d'opposition de Pouembout de 2001 à 2014)
- Province Sud :
  - Inès Kouathé (FLNKS-Palika, ancienne conseillère municipale de l'île des Pins de 2014 à 2015)
  - Louis Mapou (FLNKS, membre du bureau politique du Palika, ancien président du gouvernement de 2021 à 2025, ancien président du groupe de 2014 à 2021, tête de liste en 2009, conseiller municipal d'opposition de Païta de 1989 à 1995 et depuis 2020), remplacé au Congrès pendant son passage au gouvernement du 16 juillet 2021 au 16 janvier 2025 par Aloïsio Sako (membre du groupe UC-FLNKS et Nationalistes)
  - Ithupane Tieoué (FLNKS-Palika, vice-présidente du groupe depuis 2014, Dumbéa-Thio)

- Anciens membres du Congrès durant cette mandature :
  - Patricia Goa (FLNKS-Palika, déjà membre du Congrès en remplacement de Déwé Gorodey de 2004 à 2009, Koné), membre du Congrès du 6 juillet 2019 au 16 juillet 2021 en remplacement de Jean-Pierre Djaïwé (élu au gouvernement)
  - Victor Tutugoro (FLNKS dont il fut le porte-parole du bureau politique de 2000 à 2010, président de l'UPM de 1996 à 2001 et depuis 2011, 2e vice-président de l'Assemblée de la Province Nord de 2004 à 2009 et de 2011 à 2019 puis 3e vice-président de cette Assemblée depuis 2019, chef du groupe UNI à l'Assemblée de la Province Nord depuis 2009, signataire de l'accord de Nouméa, Ponérihouen), membre du Congrès du 6 juillet 2019 au 16 juillet 2021 en remplacement de Valentine Eurisouké (élue au gouvernement)

#### Non-inscrits
Le Parti travailliste ne dispose plus que d'un élu depuis 2019, issu de la liste des îles Loyauté. Allié à l'Union calédonienne de 2010 à 2018, ce mouvement est devenu de plus en plus critique à l'égard de l'organisation de la consultation sur l'accession de la Nouvelle-Calédonie à la pleine souveraineté et rejetant notamment la composition de la liste électorale référendaire (la trouvant trop « large » et déplorant « qu'il y ait autant de non Kanak que de Kanak »), et a appelé à la « non-participation massive » à ce vote, rompant alors avec les autres partis indépendantistes. L'élue du parti, conseillère des îles Loyauté, siège comme non-inscrite dès le début de la mandature. Une autre élue indépendantiste, non membre du Parti travailliste et conseillère du Sud, Marie-Line Sakilia, la rejoint comme non-inscrite après avoir été suspendue de son intergroupe le 29 novembre 2021. L'année suivante, les trois élus de L'Éveil océanien, tout en continuant de s'associer à la « majorité océanienne » avec les indépendantistes, retournent au sein des non-inscrits (parmi lesquels ils ont déjà siégé de 2019 à 2020) après avoir quitté l'intergroupe du 19 avril au 30 août 2022 et depuis le 8 septembre 2022. Une de ces trois élus, Maria-Isabella Saliga-Lutovika, quitte L'Éveil océanien en juin 2023 et finit par rejoindre momentanément le groupe des Loyalistes le 29 août 2023 avant d'en démissionner et de redevenir non-inscrite le soir-même. Le même jour, l'élue du Parti travailliste adhère pour sa part au groupe UC-FLNKS et Nationalistes. En revanche, le 14 décembre 2023, une élue quitte le groupe du Rassemblement pour rejoindre les non-inscrits. Puis, le 16 janvier 2025, lors de l'entrée en fonction du gouvernement Ponga dans lequel il n'a pas été reconduit, l'ancien membre de l'exécutif Yoann Lecourieux, dissident du Rassemblement, décide de rejoindre les non-inscrits. Depuis cette date, les non-inscrits sont donc au nombre de six :
- Province Sud :
  - Veylma Falaeo (cheffe du groupe de L'Éveil océanien à l'Assemblée de la Province Sud depuis 2019, présidente du Congrès depuis 2024, nièce des députés successifs de Wallis-et-Futuna Victor Brial et Sylvain Brial, petite-nièce du député de Wallis-et-Futuna Benjamin Brial, conseillère municipale d'opposition de Nouméa depuis 2020)
  - Yoann Lecourieux (ex-Rassemblement-LR, secrétaire général adjoint du Rassemblement-LR de 2013 à 2024, ancien 3e vice-président de l'Assemblée de la Province Sud en 2019, ancien membre du gouvernement de 2019 à 2025, maire de Dumbéa depuis 2023), remplacé au Congrès pendant son passage au gouvernement du 6 juillet 2019 au 16 janvier 2025 par Jean-Gabriel Favreau
  - Vaimu'a Muliava (L'Éveil océanien, restaurateur d'art et écrivain en langue wallisienne, ancien membre du gouvernement de 2019 à 2024, conseiller municipal d'opposition de Dumbéa depuis 2020), remplacé au Congrès pendant son passage au gouvernement du 6 juillet 2019 au 28 août 2024 par Maria-Isabella Saliga-Lutovika
  - Marie-Line Sakilia (ex-FLNKS-UC, Païta)
  - Aniseta Tufele (ex-Rassemblement-LR, ancienne conseillère municipale de Païta de 2014 à 2020), membre du Congrès depuis le 6 juillet 2019 en remplacement de Thierry Santa (élu au gouvernement)
  - Milakulo Tukumuli (président fondateur de L'Éveil océanien depuis 2019, 3e vice-président de l'Assemblée de la Province Sud depuis 2019, vice-président de l'intergroupe de 2020 à 2022 et en 2022, tête de liste en 2019, chef de l'opposition municipale à Païta depuis 2020, originaire de Thio)

- Anciens membres du Congrès durant cette mandature :
  - Maria-Isabella Saliga-Lutovika (ex-L'Éveil océanien, Mont-Dore), membre du Congrès du 6 juillet 2019 au 28 août 2024 en remplacement de Vaimu'a Muliava (élu au gouvernement).
  - Louis Kotra Uregei (président fondateur du parti, tête de liste en 2009, 2014 et 2019, chef d'entreprise, signataire des accords d'Oudinot, ancien président et fondateur de l'USTKE de 1981 à 2000, conseiller municipal de Lifou), membre du Congrès et de l'Assemblée de la Îles Loyauté jusqu'à sa démission de ses mandats électifs le 17 juillet 2019, remplacé le 25 juillet 2019 par Kadrilé Wright.

## Historique

### Composition lors de la1remandature(1999-2004)

#### Au début de la mandature
- groupe RPCR-FCCI (coprésidents : Harold Martin jusqu'en 2001 et Cono Hamu) : 28 élus :
  - RPCR : 24 élus dont :
    - Province Sud (20/32) : Jacques Lafleur (président du parti, président de l'Assemblée provinciale, député, signataire de l'accord de Nouméa), Robert Moyatéa (grand-chef du district du Mont-Dore), Annie Beustes (membre du gouvernement jusqu'en 2001), Jean Lèques (président du gouvernement jusqu'en 2001, maire de Nouméa, signataire de l'accord de Nouméa), Philippe Pentecost, Pierre Frogier (député, maire du Mont-Dore jusqu'en 2001, président du gouvernement à partir de 2001, signataire de l'accord de Nouméa), Marianne Devaux, Harold Martin (maire de Païta, signataire de l'accord de Nouméa, dissident à partir de 2001), Pascale Joannot (démissionne le 21 décembre 1999), Christian Prost, Pierre Bretegnier, Françoise Sagnet-Chaverot, Yves Magnier (membre du gouvernement jusqu'en 2001, conseiller municipal du Mont-Dore), Philippe Gomès (membre du gouvernement jusqu'en 2001, maire de La Foa, dissident à partir de 2004), Marie-Noëlle Thémereau (démissionne le 7 juin 2001), Daniel Laborde, Sosimo Malalua (dissident à partir de 2001), Jean-Claude Briault, Guy Moulin (maire de Bourail à partir de 2001), Pierre Maresca (membre du gouvernement, adjoint au maire de Nouméa à partir de 2001).
    - Province Nord (3/15) : France Debien, Maurice Ponga (membre du gouvernement), Patrice Lecaille.
    - Province des îles Loyauté (1/7) : Simon Loueckhote (président du Congrès, sénateur, conseiller municipal d'opposition d'Ouvéa, signataire de l'accord de Nouméa).

  - FCCI : 4 élus dont :
    - Province Nord (3/15) : Léopold Jorédié (membre du gouvernement dont il est vice-président jusqu'en 2001), Jean-Marc Pidjo (maire de Pouébo jusqu'en 2001), Eymard Bouanaoué (maire des îles Bélep jusqu'en 2001, décédé le 17 septembre 2002).
    - Province des îles Loyauté (1/7) : Cono Hamu.
- groupe FLNKS (président : Richard Kaloï) : 18 élus jusqu'en 2000 :
  - UC : 10 élus jusqu'en 2000 dont :
    - Province Sud (3/32) : Roch Wamytan (président du FLNKS et de l'UC jusqu'en 2001, grand-chef du district du Pont-des-Français, conseiller municipal d'opposition du Mont-Dore, membre du gouvernement jusqu'en 2001 et à partir de 2002, signataire de l'accord de Nouméa), Charles Pidjot (signataire de l'accord de Nouméa), Nicole Waïa.
    - Province Nord (4/15) : Bernard Lepeu (président de l'UC jusqu'en 1999), Cézelin Tchoeaoua (maire de Ouégoa), Yannick Weiry (décédé le 7 mai 2002), Pascal Naouna (conseiller municipal de Pouembout, président de l'UC à partir de 2001).
    - Province des îles Loyauté (3/7) : Robert Xowie (président de l'Assemblée provinciale, maire de Lifou jusqu'en 2001), Albert Ouckewen, Richard Kaloï.

  - UNI-Palika : 7 élus dont :
    - Province Sud (1/32) : Louis Mapéri (maire de Thio jusqu'en 2001).
    - Province Nord (5/15) : Paul Néaoutyine (chef du parti, président de l'Assemblée provinciale, maire de Poindimié, signataire de l'accord de Nouméa), Guigui Dounehote (maire de Voh), Déwé Gorodey (membre du gouvernement dont elle est vice-présidente à partir de 2001), Jean-Pierre Diahaioué (renommé Djaïwé le 19 septembre 2002, 1er adjoint au maire de Hienghène à partir de 2001), Germain Padome.
    - Province des îles Loyauté (1/7) : Charles Washetine (porte-parole du parti).

  - RDO : 1 élu :
    - Province Sud (1/32) : Aloïsio Sako (président du parti).
- Non-inscrits : 8 élus :
  - Front national : 4 élus dont :
    - Province Sud (4/32) : Guy George (président de la section, conseiller municipal d'opposition du Mont-Dore), Bernard Herpin (conseiller municipal d'opposition de Nouméa), Bianca Hénin, Pierre Mariotti (conseiller municipal de Farino).

  - Alliance : 3 élus dont :
    - Province Sud (3/32) : Didier Leroux (président du parti), Jean-Pierre Aïfa (maire de Bourail jusqu'en 2001), Sonia Lagarde (conseillère municipale d'opposition de Nouméa à partir de 2001).

  - LKS : 1 élu dont :
    - Province des îles Loyauté (1/7) : Nidoïsh Naisseline (chef du parti, grand-chef du district de Guahma à Maré).

#### À la fin de la mandature
Les nouveaux élus par rapport à 1999 sont indiqués en gras.
- groupe RPCR-FCCI (coprésidents : Jean-Claude Briault depuis 2001 et Cono Hamu) : 24 élus :
  - RPCR : 20 élus dont :
    - Province Sud (16/32) : Jacques Lafleur (président du parti, président de l'Assemblée provinciale, député, signataire de l'accord de Nouméa), Robert Moyatéa (grand-chef du district du Mont-Dore), Annie Beustes (membre du gouvernement jusqu'en 2001), Jean Lèques (président du gouvernement jusqu'en 2001, maire de Nouméa, signataire de l'accord de Nouméa), Philippe Pentecost, Marianne Devaux, Christian Prost, Pierre Bretegnier, Françoise Sagnet-Chaverot, Yves Magnier (membre du gouvernement jusqu'en 2001, conseiller municipal du Mont-Dore), Daniel Laborde, Jean-Claude Briault, Guy Moulin (maire de Bourail), Nicole Andréa-Song (membre du Congrès depuis 1999 en remplacement d'Annie Beustes puis de Pierre Frogier), Philippe Horent (membre du Congrès depuis 1999 en remplacement d'Yves Magnier puis de Pierre Maresca), Simone Mignard (membre du Congrès de 1999 à 2001 en remplacement de Pierre Maresca puis depuis 2003 en remplacement de Pascale Quintard alors démissionnaire et qui elle-même était membre du Congrès de 1999 à 2003 en remplacement successivement de Jean Lèques puis de Pascale Joannot).
    - Province Nord (3/15) : France Debien, Patrice Lecaille, Gérard Poadja (membre du Congrès depuis 1999 en remplacement de Maurice Ponga, conseiller municipal d'opposition de Koné depuis 2001).
    - Province des îles Loyauté (1/7) : Simon Loueckhote (président du Congrès, sénateur, conseiller municipal d'opposition d'Ouvéa, signataire de l'accord de Nouméa).

  - FCCI : 4 élus dont :
    - Province Nord (3/15) : Jean-Marc Pidjo, Paul Kasarhérou (membre du Congrès depuis 1999 en remplacement de Léopold Jorédié), Alain Levant (membre du Congrès depuis 2002 en remplacement d'Eymard Bouanaoué, maire de Kaala-Gomen).
    - Province des îles Loyauté (1/7) : Cono Hamu.
- groupe FLNKS (président : Richard Kaloï) : 11 élus depuis 2000 :
  - UC tendance Wamytan-Loyaltienne : 3 élus depuis 2000 dont :
    - Province des îles Loyauté (3/7) : Robert Xowie (président de l'Assemblée provinciale), Albert Ouckewen, Richard Kaloï.

  - UNI-Palika : 7 élus dont :
    - Province Sud (1/32) : Louis Mapéri.
    - Province Nord (5/15) : Paul Néaoutyine (chef du parti, président de l'Assemblée provinciale, maire de Poindimié, signataire de l'accord de Nouméa), Guigui Dounehote (maire de Voh), Jean-Pierre Djaïwé (1er adjoint au maire de Hienghène), Germain Padome, Moïse Gowecee (membre du Congrès depuis 1999 en remplacement de Déwé Gorodey).
    - Province des îles Loyauté (1/7) : Charles Washetine (porte-parole du parti).

  - RDO : 1 élu :
    - Province Sud (1/32) : Aloïsio Sako (président du parti).
- groupe Union calédonienne (président : Bernard Lepeu), créé en 2000 : 7 élus de l'UC tendance majoritaire dont :
  - Province Sud (3/32) : Charles Pidjot (signataire de l'accord de Nouméa), Nicole Waïa, Gérald At-Chee (membre du Congrès de 1999 à 2001 et depuis 2002 en remplacement de Roch Wamytan).
  - Province Nord (4/15) : Bernard Lepeu, Cézelin Tchoeaoua (maire de Ouégoa), Pascal Naouna (conseiller municipal de Pouembout, président de l'UC), Gabriella Palaou (membre du Congrès depuis 2002 en remplacement de Yannick Weiry).
- Non-inscrits : 12 élus :
  - dissidents du RPCR (candidats sur la liste Avenir ensemble aux provinciales de 2004) : 4 élus dont :
    - Province Sud (4/32) : Harold Martin (maire de Païta, signataire de l'accord de Nouméa, dissident à partir de 2001), Philippe Gomès (membre du gouvernement jusqu'en 2001, maire de La Foa, dissident à partir de 2004), Sosimo Malalua (dissident à partir de 2001), Philippe Michel (membre du Congrès de 1999 à 2001 en remplacement de Philippe Gomès et depuis le 7 juin 2001 en remplacement de Marie-Noëlle Thémereau, dissident depuis 2001).

  - Front national : 4 élus dont :
    - Province Sud (4/32) : Guy George (président de la section, conseiller municipal d'opposition du Mont-Dore), Bernard Herpin (conseiller municipal d'opposition de Nouméa), Bianca Hénin, Pierre Mariotti (conseiller municipal de Farino).

  - Alliance (candidats sur la liste Avenir ensemble aux provinciales de 2004) : 3 élus dont :
    - Province Sud (3/32) : Didier Leroux (président du parti), Jean-Pierre Aïfa, Sonia Lagarde (conseillère municipale d'opposition de Nouméa).

  - LKS : 1 élu dont :
    - Province des îles Loyauté (1/7) : Nidoïsh Naisseline (chef du parti, grand-chef du district de Guahma à Maré).

### Composition lors de la2emandature(2004-2009)

#### Au début de la mandature

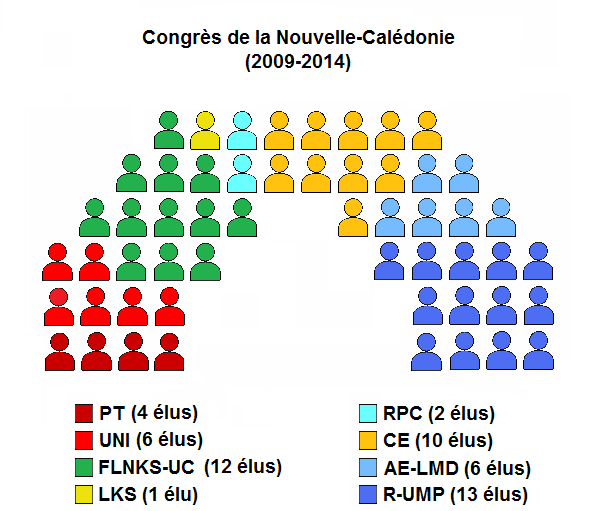
Composition depuis les élections du 10 mai 2009 et les partielles des îles Loyauté du 6 décembre 2009
N.B. : R-UMP : Rassemblement-UMP - CE : Calédonie ensemble - AE : L'Avenir ensemble - PT : Parti travailliste

- groupe Rassemblement-UMP - FCCI (disparaît en 2004, coprésidents : Pierre Maresca qui reste ensuite président du groupe Rassemblement-UMP jusqu'en 2007 et Cono Hamu) : 17 élus :
  - Rassemblement-UMP : 16 élus dont :
    - Province Sud (13/32) : Jacques Lafleur (président du parti jusqu'en 2005, député jusqu'en 2007, signataire de l'accord de Nouméa, démissionne dès le 21 mai 2004), Hélène Varra, Pierre Frogier (président du parti à partir de 2005, député, membre du gouvernement jusqu'en 2007, président du Congrès à partir de 2007, signataire de l'accord de Nouméa), Suzie Vigouroux (dissidente à partir de 2004, rejoint l'Avenir ensemble en 2007), Jean Lèques (maire de Nouméa, signataire de l'accord de Nouméa), Ana Logologofolau (adjointe au maire du Mont-Dore), Pierre Bretegnier, Françoise Sagnet-Chaverot (dissidente en 2006), Éric Gay (maire du Mont-Dore), Cynthia Ligeard, Philippe Pentecost (démissionne le 10 août 2007), Annie Beustes (membre du gouvernement à partir de 2007), Pierre Maresca (adjoint au maire de Nouméa jusqu'en 2008).
    - Province Nord (2/15) : France Debien, Céline Vauthier.
    - Province des îles Loyauté (1/7) : Simon Loueckhote (sénateur, conseiller municipal d'opposition d'Ouvéa, signataire de l'accord de Nouméa, dissident en 2006).

  - FCCI : 1 élu dont :
    - Province des îles Loyauté (1/7) : Cono Hamu (rejoint le groupe UC en novembre 2004).
- groupe Avenir ensemble (disparaît en 2008, président : Alain Descombels jusqu'en 2007) : 16 élus jusqu'en 2007 (17 de 2007 à 2008 avec Suzie Vigouroux) :
  - Province Sud (15/32 jusqu'en 2007, 16/32 de 2007 à 2008 avec Suzie Vigouroux) : Marie-Noëlle Thémereau (présidente du gouvernement jusqu'en 2007, dissidente en 2008), Harold Martin (président du parti jusqu'en 2008, président du Congrès jusqu'en 2007, président du gouvernement à partir de 2007, maire de Païta, signataire de l'accord de Nouméa), Christiane Gambey (également militante du LKS, dissidente en 2008), Didier Leroux (président du parti à partir de 2008, membre du gouvernement jusqu'en 2007), Sonia Lagarde (conseillère municipale d'opposition de Nouméa, dissidente en 2008), Philippe Gomès (président de l'Assemblée provinciale, maire de La Foa jusqu'en 2008, dissident en 2008), Isabelle Ohlen (conseillère municipale d'opposition de Nouméa jusqu'en 2008), Raymond Koteureu (dissident en 2008), Anne-Marie Siakinuu (dissidente en 2008, démissionne le 5 août 2008), Réginald Bernut (ancien maire du Mont-Dore de 2001 à 2003, dissident en 2008), Sylvie Robineau (membre du gouvernement à partir de 2007), Alain Descombels (dissident en 2008), Monique Millet (dissidente en 2008), Philippe Michel (dissident en 2008), Reine-Marie Chenot.
  - Province Nord (1/15) : Éric Babin (membre du gouvernement).
- groupe UNI-FLNKS (président : Jean-Pierre Djaïwé) : 9 élus :
  - Palika : 7 élus dont :
    - Province Nord (6/15) : Paul Néaoutyine (chef du parti, président de l'Assemblée provinciale, maire de Poindimié, signataire de l'accord de Nouméa), Déwé Gorodey (membre du gouvernement dont elle est vice-présidente), Guigui Dounehote (maire de Voh), Valentine Eurisouké (maire de Houaïlou à partir de 2008), Joseph Goromido (maire de Koné), Jean-Pierre Djaïwé (1er adjoint au maire de Hienghène).
    - Province des îles Loyauté (1/7) : Boniface Ounou (maire d'Ouvéa jusqu'en 2008).

  - RDO : 1 élue :
    - Province Nord (1/15) : Angéla Manakofaiva.

  - UC Renouveau : 1 élu :
    - Province des îles Loyauté (1/7) : Jacques Lalié (conseiller municipal de Lifou à partir de 2008).
- groupe Union calédonienne (président : Bernard Lepeu) : 7 élus jusqu'en novembre 2004 (8 élus ensuite avec Cono Hamu) :
  - Province Nord (5/15) : Pascal Naouna (président du parti jusqu'en 2007, conseiller municipal de Pouembout), Caroline Machoro (conseillère municipale de Canala), Cézelin Tchoeaoua (maire de Ouégoa jusqu'en 2008), Gabriella Palaou, Bernard Lepeu.
  - Province des îles Loyauté (2/7 jusqu'en novembre 2004 puis 3/7 avec Cono Hamu) : Néko Hnepeune (président de l'Assemblée provinciale, maire de Lifou), Jacqueline Deteix.
- Non-inscrits : 5 élus :
  - Front national : 4 élus jusqu'en 2008 (ensuite deux élus) dont :
    - Province Sud (4/32) : Guy George (président de la section jusqu'en 2008, conseiller municipal d'opposition du Mont-Dore jusqu'en 2008, dissident en 2008), Bianca Hénin (présidente de la section à partir de 2008), Bernard Herpin (conseiller municipal d'opposition de Nouméa jusqu'en 2008), Marie-Josée Gomez (dissidente en 2008).

  - LKS : 1 élu dont :
    - Province des îles Loyauté (1/7) : Nidoïsh Naisseline (chef du parti, grand-chef du district de Guahma à Maré).

#### À la fin de la mandature
Les nouveaux élus par rapport à 2004 sont indiqués en gras.
- groupe Rassemblement-UMP (présidente : Cynthia Ligeard) : 13 élus dont :
  - Province Sud (11/32) : Hélène Varra, Pierre Frogier (président du parti, député, membre du gouvernement jusqu'en 2007, président du Congrès, signataire de l'accord de Nouméa), Jean Lèques (maire de Nouméa, signataire de l'accord de Nouméa), Ana Logologofolau (adjointe au maire du Mont-Dore), Pierre Bretegnier, Éric Gay (maire du Mont-Dore), Cynthia Ligeard, Pierre Maresca (adjoint au maire de Nouméa jusqu'en 2008), Marc Kanyan Case (membre du Congrès depuis 2004 en remplacement de Jacques Lafleur et de Marianne Devaux qui est successivement membre du gouvernement jusqu'en 2007 puis démissionnaire, adjoint au maire de Nouméa), Simone Mignard (membre du Congrès depuis 2004 en remplacement de Pierre Frogier puis d'Annie Beustes), Louis Pommelet (membre du Congrès depuis 2007 en remplacement de Philippe Pentecost).
  - Province Nord (2/15) : France Debien, Céline Vauthier.

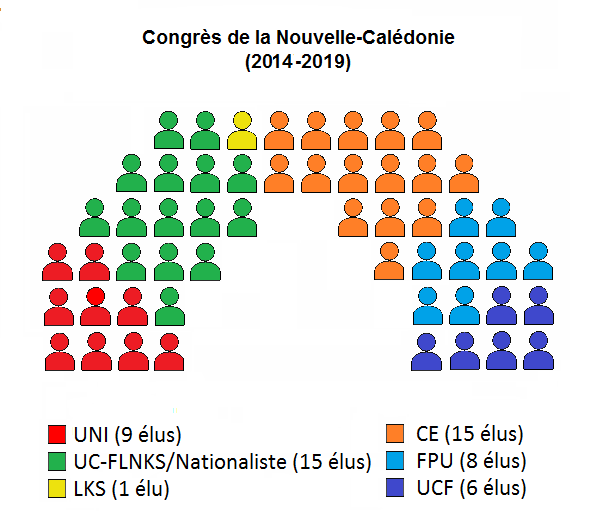
Composition au lendemain des élections du 11 mai 2014
N.B. : CE : Calédonie ensemble

- groupe Calédonie ensemble (créé en 2008 par des dissidents de l'Avenir ensemble, président : Philippe Michel) : 12 élus :
  - Province Sud (12/32) : Marie-Noëlle Thémereau (présidente du gouvernement jusqu'en 2007), Sonia Lagarde (conseillère municipale d'opposition de Nouméa), Philippe Gomès (chef de file du parti, président de l'Assemblée provinciale), Raymond Koteureu, Réginald Bernut (ancien maire du Mont-Dore de 2001 à 2003), Alain Descombels, Monique Millet, Philippe Michel, Suzie Vigouroux (dissidente du Rassemblement-UMP en 2004, avait rejoint l'Avenir ensemble en 2007), Corine Voisin (membre du Congrès depuis 2006 en remplacement d'Éliane Ixeco alors décédée, elle-même devenue membre du Congrès en 2004 en remplacement de Didier Leroux, Corine Voisin reste membre du Congrès en 2007 en remplacement de Sylvie Robineau, maire de La Foa), Jean-François Dinevan (membre du Congrès depuis 2007 en remplacement de Pascal Vittori alors devenu membre du gouvernement et qui était devenu membre du Congrès en 2004 en remplacement de Marie-Noëlle Thémereau, il aurait dû ensuite remplacer Harold Martin), Hélène Iekawé (membre du Congrès depuis 2008 en remplacement d'Anne-Marie Siakinuu).
- groupe UNI-FLNKS (président : Jean-Pierre Djaïwé) : 9 élus :
  - Palika : 7 élus dont :
    - Province Nord (6/15) : Paul Néaoutyine (chef du parti, président de l'Assemblée provinciale, maire de Poindimié, signataire de l'accord de Nouméa), Guigui Dounehote (maire de Voh), Valentine Eurisouké (maire de Houaïlou), Joseph Goromido (maire de Koné), Jean-Pierre Djaïwé (1er adjoint au maire de Hienghène), Patricia Goa (membre du Congrès depuis 2004 en remplacement de Déwé Gorodey).
    - Province des îles Loyauté (1/7) : Boniface Ounou.

  - RDO : 1 élue :
    - Province Nord (1/15) : Angéla Manakofaiva.

  - UC Renouveau : 1 élu :
    - Province des îles Loyauté (1/7) : Jacques Lalié (conseiller municipal de Lifou).
- groupe Union calédonienne (président : Bernard Lepeu) : 8 élus :
  - UC : 7 élus dont :
    - Province Nord (5/15) : Pascal Naouna (ancien président du parti jusqu'en 2007, conseiller municipal de Pouembout), Caroline Machoro (conseillère municipale de Canala), Cézelin Tchoeaoua (ancien maire de Ouégoa jusqu'en 2008), Gabriella Palaou, Bernard Lepeu.
    - Province des îles Loyauté (2/7) : Néko Hnepeune (président de l'Assemblée provinciale, maire de Lifou), Jacqueline Deteix.

  - FDIL (ex-FCCI) : 1 élu :
    - Province des îles Loyauté (1/7) : Cono Hamu.
- intergroupe Avenir ensemble-MCF (créé en 2008, président : Didier Leroux) : 6 élus :
  - Avenir ensemble : 4 élus dont :
    - Province Sud (3/32) : Didier Leroux (président du parti, membre du gouvernement jusqu'en 2007), Isabelle Ohlen, Reine-Marie Chenot
    - Province Nord (1/15) : Armande Duraisin (membre du Congrès depuis 2004 en remplacement d'Éric Babin, adjointe au maire de Koumac).

  - MCF (créé en 2008 par des dissidents du Front national) : 2 élus dont :
    - Province Sud (2/32) : Guy George (ancien président de la section FN jusqu'en 2008), Marie-Josée Gomez.
- Non-inscrits : 6 élus :
  - Front national : 2 élus dont :
    - Province Sud (2/32) : Bianca Hénin (présidente de la section), Bernard Herpin.

  - LKS : 1 élu dont :
    - Province des îles Loyauté (1/7) : Nidoïsh Naisseline (chef du parti, grand-chef du district de Guahma à Maré).

  - RPC (créé en 2006 par deux dissidents du Rassemblement-UMP fidèles à Jacques Lafleur) : 1 élue :
    - Province Sud (1/32) : Françoise Sagnet-Chaverot.

  - LMD (créé en 2008 par un dissident du RPC) : 1 élu :
    - Province des îles Loyauté (1/7) : Simon Loueckhote (président du parti, sénateur, signataire de l'accord de Nouméa, ancien président du RPC de 2006 à 2008).

  - Union pour un destin commun (créé en 2008 par une dissidente de l'Avenir ensemble) : 1 élue :
    - Province Sud (1/32) : Christiane Gambey (présidente du parti, également militante du LKS).

### Composition lors de la3emandature(2009-2014)

#### Au début de la mandature
- groupe Rassemblement-UMP (disparaît en 2013, président : Georges Naturel qui le reste jusqu'en 2012, suivi par Pierre Bretegnier de 2012 à 2013) : 13 élus jusqu'en 2013 (puis 11 de 2013 à février 2014 à la suite de la dissidence d'Alexandra Malaval-Cheval puis de Silipeleto Muliakaaka, et 10 à partir de février 2014 avec la dissidence de Pierre Bretegnier) dont :
  - Province Sud (12/32) : Pierre Frogier (président du parti, député jusqu'en 2011 puis sénateur, signataire de l'accord de Nouméa, président de l'assemblée de la Province Sud jusqu'en 2012), Henriette Wahuzue-Falelavaki (2e adjointe au maire de Dumbéa jusqu'en 2014), Éric Gay (secrétaire général du parti jusqu'en 2012, 1er vice-président de l'assemblée de la Province Sud jusqu'en 2011, maire du Mont-Dore), Alexandra Malaval-Cheval (dissidente en 2013), Hilarion Vendégou (maire et grand-chef de l'Île des Pins, sénateur à partir de 2011, démissionne le 9 novembre 2011), Ghislaine Arlie (maire de Farino jusqu'en 2014), Silipeleto Muliakaaka (vice-président du groupe jusqu'en 2012, conseiller municipal de Dumbéa jusqu'en 2014 puis de Païta, dissident en 2013), Rusmaeni Sanmohamat (conseillère municipale du Mont-Dore), Georges Naturel (maire de Dumbéa, président du groupe jusqu'en 2012 puis vice-président du groupe de 2012 à 2013), Dominique Daly, Alain Lazare (maire de Boulouparis, 1er vice-président de l'Assemblée de la Province Sud à partir de 2011), Sonia Backès (membre du gouvernement, secrétaire générale par intérim du parti de 2012 à 2013, dissidente en 2013).
  - Province Nord (1/15) : Léontine Ponga (vice-présidente du parti jusqu'en 2012).
- groupe FLNKS (président : Roch Wamytan jusqu'en 2011, puis Caroline Machoro) : 11 élus jusqu'en décembre 2011 (12 élus ensuite avec Jacques Lalié) dont :
  - Union calédonienne (UC) : 9 élus dont :
    - Province Sud (1/32) : Roch Wamytan (président du groupe jusqu'en 2011, président du Congrès de 2011 à 2012 et de 2013 à 2014, signataire de l'accord de Nouméa).
    - Province Nord (5/15) : Gilbert Tyuienon (2e vice-président du parti, maire de Canala, 1er vice-président de l'Assemblée provinciale jusqu'en 2011, vice-président du gouvernement à partir de 2011), Henriette Tidjine-Hmae (maire de Poum), Cézelin Tchoeaoua (3e vice-président de l'Assemblée provinciale jusqu'en 2011, 1er vice-président de l'Assemblée provinciale en 2011, décédé le 10 janvier 2012), Caroline Machoro (présidente du groupe à partir de 2011, conseillère municipale de Canala), Daniel Goa (président du parti à partir de 2012, conseiller municipal de Hienghène jusqu'en mars 2014 puis maire).
    - Province des îles Loyauté (3/7 jusqu'en décembre 2009 puis 4/7 avec Jacques Lalié) : Néko Hnepeune (1er vice-président du parti, président de l'Assemblée provinciale, maire de Lifou jusqu'en mars 2014 puis conseiller municipal), Jacqueline Deteix (1re vice-présidente de l'Assemblée provinciale, 8e adjointe au maire d'Ouvéa jusqu'en mars 2014), Damien Yeiwéné (conseiller municipal de Maré).

  - Rassemblement démocratique océanien (RDO) : 1 élue dont :
    - Province Sud (1/32) : Ilaïsaane Lauouvéa (vice-présidente du groupe, présidente de la commission permanente du Congrès à partir de 2013).

  - Parti de libération kanak (Palika) : 1 élu dont :
    - Province Sud (1/32) : Sylvain Pabouty (dissident en 2011 du parti mais non du groupe).
- groupe Calédonie ensemble (est renommé momentanément groupe Calédonie ensemble-UDC de 2011 à 2012, président : Philippe Michel : 10 élus (12 avec l'UDC de 2011 à 2012, puis 11 de 2012 à 2013 et 13 avec le ralliement de Jean-Luc Régent et Silipeleto Muliakaaka) dont :
  - Province Sud (9/32 jusqu'en 2011, 11/32 avec l'UDC jusqu'en 2012, 10/32 jusqu'en 2013, 12/32 à partir de 2013) : Philippe Gomès (chef fondateur du parti, président du gouvernement jusqu'en 2011, membre du gouvernement jusqu'en 2012, député à partir de 2012), Sonia Lagarde (secrétaire générale adjointe du parti, 3e vice-présidente de l'assemblée de la Province Sud jusqu'en 2011, vice-présidente du groupe jusqu'en 2012, députée à partir de 2012, chef de l'opposition municipale de Nouméa, démissionne le 16 juillet 2012), Léonard Sam (président par intérim du Congrès en août 2011, conseiller municipal d'opposition du Mont-Dore à partir de mars 2014), Évelyne Lèques (épouse du maire Rassemblement-UMP de Nouméa Jean Lèques), Philippe Michel (secrétaire général du parti, 2e vice-président de l'assemblée de la Province Sud jusqu'en 2011, président du groupe), Sutita Sio-Lagadec, Michel Lasnier (secrétaire général adjoint du parti, vice-président du groupe à partir de 2012), Hélène Iekawé (secrétaire générale adjointe du parti, membre du gouvernement à partir de 2011, conseillère municipale d'opposition de Dumbéa à partir de mars 2014), Thierry Song (maire de Thio jusqu'en mars 2014).
  - Province Nord (1/15) : Gérard Poadja (porte-parole du parti, président du Congrès de 2012 à 2013, chef de l'opposition municipale de Koné à partir de mars 2014).
- groupe Union nationale pour l'indépendance (UNI, président : Joseph Goromido jusqu'en juin 2011, puis Jean-Pierre Djaïwé) : 8 élus jusqu'aux élections partielles du 6 décembre 2009 aux Îles Loyauté, 6 ensuite (perte d'un siège et défection de Jacques Lalié) dont :
  - Palika : 7 élus jusqu'aux élections partielles du 6 décembre 2009, puis 6 (perte d'un siège) dont :
    - Province Nord (6/15) : Paul Néaoutyine (porte-parole du parti, président de l'Assemblée provinciale, maire de Poindimié, signataire de l'accord de Nouméa), Déwé Gorodey (membre du gouvernement), Guigui Dounehote (maire de Voh), Valentine Eurisouké (maire de Houaïlou), Joseph Goromido (maire de Koné, président du groupe jusqu'en juin 2009, vice-président du groupe ensuite), Nadia Heo.
    - Province des îles Loyauté (1/7, puis 0/7 à partir de décembre 2009 avec la perte d'un siège) : Danielle Guaénéré.

  - Unir et construire dans le renouveau (UC Renouveau) : 1 élu, rejoint le groupe FLNKS en décembre 2009, dont :
    - Province des îles Loyauté (1/7) : Jacques Lalié (président fondateur du parti, conseiller municipal de Lifou jusqu'en mars 2014).
- groupe Avenir ensemble-LMD (disparaît en 2011, président : Didier Leroux jusqu'en 2011) : 6 élus dont :
  - Avenir ensemble : 5 élus jusqu'en juin 2009, puis 6 avec la montée au gouvernement de Simon Loueckhote et son remplacement par un suivant de liste issu du parti, 5 d'octobre 2009 à mars 2011 à la suite de la dissidence de Didier Leroux, 3 en mars 2011 avec le retour de Simon Loueckhote et le départ au gouvernement de Harold Martin et Sylvie Robineau et 2 à partir d'avril 2011 à la suite de la dissidence de Corine David, dont :
    - Province Sud (5/32 en mai et juin 2009, 6/32 de juin à octobre 2009 avec la montée au gouvernement de Simon Loueckhote, 5/32 d'octobre 2009 à mars 2011 à la suite de la dissidence de Didier Leroux, 3/32 en mars 2011 avec le retour de Simon Loueckhote et le départ au gouvernement de Harold Martin et Sylvie Robineau, 2/32 à partir d'avril 2011 avec la dissidence de Corine David) : Harold Martin (président du parti à partir de juillet 2009, président du Congrès jusqu'en 2011 puis président du gouvernement, maire de Païta, signataire de l'accord de Nouméa), Isabelle Ohlen, Didier Leroux (président du parti jusqu'en juillet 2009, président du groupe jusqu'en 2011, démissionne du parti mais non du groupe en octobre 2009, représentant local du Mouvement démocrate, président de la commission permanente du Congrès de 2011 à 2012), Sylvie Robineau (membre du gouvernement à partir de 2011), Corine David (dissidente en 2011).

  - Mouvement de la diversité (LMD) : 1 élu jusqu'en juin 2009, aucun de juin 2009 à mars 2011 avec la montée au gouvernement de Simon Loueckhote et son remplacement par un suivant de liste issu de l'Avenir ensemble, 2 élus à partir d'avril 2011 avec le retour de Simon Loueckhote et l'arrivée au Congrès de Pascale Doniguian-Panchou pour remplacer Sylvie Robineau, dont :
    - Province Sud (1/32 en mai et juin 2009, 0/32 de juin 2009 à mars 2011 avec la montée au gouvernement de Simon Loueckhote, 1/32 en mars 2011 avec le retour de Simon Loueckhote, 2/32 à partir d'avril 2011 avec la montée au gouvernement de Sylvie Robineau) : Simon Loueckhote (président du parti, sénateur jusqu'en 2011, membre du gouvernement jusqu'en 2011, conseiller municipal d'Ouvéa à partir de mars 2014, signataire de l'accord de Nouméa).
- Non-inscrits : 6 élus jusqu'aux élections partielles du 6 décembre 2009, puis 7 élus :
  - Parti travailliste : 3 élus jusqu'aux élections partielles du 6 décembre 2009, puis 4 (gain d'un siège) dont :
    - Province Nord (2/15) : Rock Doui (vice-président du parti, conseiller municipal de Pouébo), Rose Vaialimoa (conseillère municipale de Voh à partir de mars 2014).
    - Province des îles Loyauté (1/7 jusqu'aux élections partielles, 2/7 ensuite avec le gain d'une élue supplémentaire) : Louis Kotra Uregei (président fondateur du parti, conseiller municipal d'opposition de Lifou).

  - Rassemblement pour la Calédonie (RPC) : 2 élus jusqu'en 2010 (ensuite 1 élu jusqu'en 2012, puis aucun) dont :
    - Province Sud (2/32 jusqu'en 2010, 1/32 jusqu'en 2012 avec l'exclusion de Nathalie Brizard, puis 0/32 avec la dissidence de Jean-Luc Régent) : Jacques Lafleur (président fondateur du parti, ancien président fondateur du RPCR, ancien député et ancien président de l'Assemblée provinciale, signataire de l'accord de Nouméa, démissionne le 7 avril 2010), Nathalie Brizard (dissidente en 2010).

  - LKS : 1 élu dont :
    - Province des îles Loyauté (1/7) : Nidoïsh Naisseline (chef du parti, grand-chef du district de Guahma à Maré).

#### À la fin de la mandature
Les nouveaux élus par rapport à 2009 sont indiqués en gras.
- groupe Engagement pour une Calédonie dans la France (ECF, président : Simon Loueckhote) : 16 élus dont :
  - Rassemblement : 10 élus dont :
    - Province Sud (9/32) : Pierre Frogier (président du parti, sénateur, député jusqu'en 2011, président de l'Assemblée provinciale jusqu'en 2012, signataire de l'accord de Nouméa), Henriette Wahuzue-Falelavaki (2e adjointe au maire de Dumbéa jusqu'en 2014), Éric Gay (vice-président du parti, secrétaire général du parti jusqu'en 2012, 1er vice-président de l'assemblée de la Province Sud jusqu'en 2011, maire du Mont-Dore), Ghislaine Arlie (vice-présidente du parti, maire de Farino jusqu'en 2014), Rusmaeni Sanmohamat (conseillère municipale du Mont-Dore), Georges Naturel (maire de Dumbéa, président du groupe Rassemblement-UMP jusqu'en 2012 puis vice-président du même groupe de 2012 à 2013), Dominique Daly, Alain Lazare (maire de Boulouparis, 1er vice-président de l'Assemblée de la Province Sud), Cynthia Ligeard (vice-présidente du parti, présidente de l'Assemblée provinciale, 3e vice-président de l'Assemblée provinciale de 2011 à 2012, membre du Congrès depuis 2011 en remplacement d'Hilarion Vendégou).
    - Province Nord (1/15) : Léontine Ponga (vice-présidente du parti jusqu'en 2012).

  - Avenir ensemble : 2 élus dont :
    - Province Sud (2/32) : Isabelle Ohlen (vice-présidente du parti), Pascal Vittori (secrétaire général du parti, chef de l'opposition municipale de Boulouparis, membre du Congrès depuis 2009 en remplacement de Simon Loueckhote puis de Harold Martin).

  - LMD : 2 élus dont :
    - Province Sud (2/32) : Simon Loueckhote (président du parti, président du groupe, sénateur jusqu'en 2011, membre du gouvernement jusqu'en 2011, conseiller municipal d'opposition d'Ouvéa, signataire de l'accord de Nouméa), Pascale Doniguian-Panchou (secrétaire générale du parti, membre du Congrès depuis 2011 en remplacement de Sylvie Robineau).

  - Mouvement démocrate (MoDem) local : 1 élu (dissident du parti Avenir ensemble en octobre 2009) dont :
    - Province Sud (1/32) : Didier Leroux (représentant local du parti, président de l'Avenir ensemble jusqu'en juillet 2009, président du groupe Avenir ensemble-LMD jusqu'en 2011, président de la commission permanente du Congrès de 2011 à 2012).

  - Union pour un destin calédonien (UDC, parti créé en 2011) : 1 élue (dissidente du RPC en 2011) dont :
    - Province Sud (1/32) : Nathalie Brizard (présidente fondatrice du parti).
- groupe Calédonie ensemble (président : Philippe Michel) : 13 élus :
  - Province Sud (12/32) : Philippe Gomès (chef fondateur du parti, président du gouvernement jusqu'en 2011, membre du gouvernement jusqu'en 2012, député), Léonard Sam (président par intérim du Congrès en août 2011, conseiller municipal d'opposition du Mont-Dore), Évelyne Lèques (épouse du maire Rassemblement de Nouméa Jean Lèques), Philippe Michel (secrétaire général du parti, 2e vice-président de l'assemblée de la Province Sud jusqu'en 2011, président du groupe), Sutita Sio-Lagadec, Michel Lasnier (secrétaire général adjoint du parti, vice-président du groupe), Thierry Song (maire de Thio jusqu'en mars 2014), Corine Voisin (maire de La Foa, membre du Congrès depuis 2009 en remplacement de Philippe Gomès puis de Hélène Iekawé), Monique Millet (membre du Congrès depuis 2012 en remplacement de Sonia Lagarde puis de Frédéric de Greslan), Corine David (membre du groupe depuis 2011 et du parti depuis 2012, dissidente de l'Avenir ensemble en 2011 et de l'UDC en 2012), Jean-Luc Régent (membre du groupe depuis août 2013, dissident en 2012 du RPC), Silipeleto Muliakaaka (membre du groupe d'août à novembre 2013 et depuis mars 2014, conseiller municipal d'opposition de Païta, dissident en 2013 du Rassemblement-UMP).
  - Province Nord (1/15) : Gérard Poadja (porte-parole du parti, président du Congrès de 2012 à 2013, chef de l'opposition municipale de Koné).
- groupe FLNKS (présidente : Caroline Machoro) : 12 élus dont :
  - UC : 9 élus dont :
    - Province Sud (1/32) : Roch Wamytan (président du Congrès, ancien président du groupe jusqu'en 2011, signataire de l'accord de Nouméa).
    - Province Nord (5/15) : Henriette Tidjine-Hmae (maire de Poum), Caroline Machoro (présidente du groupe, conseillère municipale de Canala), Daniel Goa (président du parti, maire de Hienghène), Lucie Ayawa Yari (membre du Congrès depuis 2011 en remplacement de Gilbert Tyuienon), Pascal Naouna (3e vice-président de l'Assemblée provinciale, conseiller municipal de Pouembout jusqu'en 2014, membre du Congrès depuis 2012 en remplacement de Cézelin Tchoeaoua).
    - Province des îles Loyauté (3/7) : Néko Hnepeune (1er vice-président du parti, président de l'Assemblée provinciale, maire de Lifou jusqu'en mars 2014 puis conseiller municipal), Jacqueline Deteix (1re vice-présidente de l'Assemblée provinciale, 8e adjointe au maire d'Ouvéa jusqu'en mars 2014), Damien Yeiwéné (conseiller municipal de Maré).

  - Rassemblement démocratique océanien (RDO) : 1 élue dont :
    - Province Sud (1/32) : Ilaïsaane Lauouvéa (vice-présidente du groupe, présidente de la commission permanente du Congrès).

  - Dynamik unitaire Sud (DUS, créé en 2011) : 1 élu (dissident du Palika en 2011) dont :
    - Province Sud (1/32) : Sylvain Pabouty (président fondateur du parti, dissident en 2011 du Palika).

  - UC Renouveau : 1 élu dont :
    - Province des îles Loyauté (1/7) : Jacques Lalié (président fondateur du parti).
- groupe UNI (président : Jean-Pierre Djaïwé) : 6 élus, tous issus du Palika, dont :
  -     - Province Nord (6/15) : Paul Néaoutyine (porte-parole du parti, président de l'Assemblée provinciale, maire de Poindimié, signataire de l'accord de Nouméa), Guigui Dounehote (maire de Voh), Valentine Eurisouké (maire de Houaïlou), Joseph Goromido (maire de Koné, président du groupe jusqu'en juin 2009, vice-président du groupe ensuite), Nadia Heo, Jean-Pierre Djaïwé (1er vice-président de l'Assemblée provinciale, maire de Hienghène de 2012 à 2014, président du groupe, membre du Congrès à partir de juin 2009 en remplacement de Déwé Gorodey).
- Non-inscrits : 7 élus :
  - Parti travailliste : 4 élus dont :
    - Province Nord (2/15) : Rock Doui (vice-président du parti, conseiller municipal de Pouébo), Rose Vaialimoa (conseillère municipale de Voh).
    - Province des îles Loyauté (2/7) : Louis Kotra Uregei (président fondateur du parti, conseiller municipal d'opposition de Lifou), Henriette Pujapujane (élue au Congrès en décembre 2009 à l'occasion d'une partielle).

  - Mouvement populaire calédonien (MPC, créé en 2013) : 2 élus (dissidents en 2013 et 2014 du Rassemblement-UMP) dont :
    - Province Sud (2/32) : Alexandra Malaval-Cheval (dissidente en 2013 du Rassemblement-UMP), Pierre Bretegnier (président de la commission permanente du Congrès jusqu'en 2011 puis de 2012 à 2013, président du groupe Rassemblement-UMP de 2012 à 2013, membre du Congrès depuis 2009 en remplacement de Sonia Backès, dissident en 2014 du Rassemblement-UMP).

  - LKS : 1 élu dont :
    - Province des îles Loyauté (1/7) : Nidoïsh Naisseline (chef du parti, grand-chef du district de Guahma à Maré).

### Composition lors de la4emandature(2014-2019)

#### Au début de la mandature
- groupe Calédonie ensemble (a fait partie d'un intergroupe avec le Rassemblement-LR et le MPC de 2017 à 2018, président : Philippe Dunoyer jusqu'en 2016, puis Philippe Michel) : 15 élus jusqu'en 2015 puis à partir de 2017 (16 avec le ralliement de Nicole Robineau en 2015 puis 15 avec la défection de Silipeleto Muliakaaka en 2017) dont :
  - Province Sud (13/32 jusqu'en 2015, 14/32 jusqu'en 2017, 13/32 à partir de 2017) : Philippe Gomès (chef fondateur du parti, député depuis 2012, président de la commission permanente de 2016 à 2018), Philippe Dunoyer (co-porte-parole du parti, président du groupe jusqu'en 2016, membre du gouvernement de 2016 à 2017, députée à partir de 2017, 3e adjoint au maire de Nouméa de 2014 à 2017), Philippe Germain (membre du gouvernement de 2014 à 2015 puis président du gouvernement de 2015 à 2019, Nouméa-Farino), Frédéric de Greslan (vice-président du groupe jusqu'en 2015, chef de l'opposition municipale à Païta, démissionne en 2015), Marie-Françoise Hmeun (Nouméa-Lifou), Hélène Iekawé (secrétaire générale adjointe du parti, membre du gouvernement à partir de 2015, conseillère municipale d'opposition de Dumbéa), Nina Julié (Nouméa), Martine Lagneau (1re vice-présidente de l'assemblée de la Province Sud, Nouméa), Nicolas Metzdorf (responsable des « Jeunes ensembles », porte-parole du gouvernement à partir de 2017, Poya), Philippe Michel (secrétaire général du parti, président de l'assemblée de la Province Sud, président du groupe à partir de 2016), Dominique Molé (3e vice-président de l'assemblée de la Province Sud, Nouméa-Lifou), Sutita Sio-Lagadec (vice-présidente du groupe de 2015 à 2017, Mont-Dore), Corine Voisin (maire de La Foa).
  - Province Nord (2/15) : Gérard Poadja (porte-parole du parti, sénateur à partir de 2017, chef de l'opposition municipale de Koné), Marie-Hyacintha Santino (conseillère municipale d'opposition de Koumac).
- groupe UC-FLNKS et Nationalistes (président : Roch Wamytan) : 15 élus jusqu'en 2018 (13 élus ensuite avec le départ de deux élus du Parti travailliste) dont :
  - Union calédonienne (UC) : 11 élus dont :
    - Province Sud (2/32) : Prisca Holéro (chef de l'opposition municipale de Sarraméa après en avoir été maire), Roch Wamytan (président du groupe, signataire de l'accord de Nouméa).
    - Province Nord (6/15) : Angy Boehe (conseillère municipale de Houaïlou), Daniel Goa (président du parti, maire de Hienghène jusqu'en 2017 puis chef de l'opposition municipale), Caroline Machoro (vice-présidente du groupe, ancienne conseillère municipale de Canala), Henriette Tidjine-Hmae (maire de Poum), Pierre-Chanel Tutugoro (secrétaire général du parti à partir de 2018, maire de Ponérihouen), Gilbert Tyuienon (2e vice-président du parti, maire de Canala, membre du gouvernement à partir de 2014).
    - Province des îles Loyauté (3/7) : Isabelle Béaruné (Maré), Néko Hnepeune (1er vice-président du parti, président de l'Assemblée provinciale, conseiller municipal de Lifou dont il fut le maire de 2001 à 2014), Mathias Waneux (Président de la Sodil, Ouvéa).

  - Parti travailliste : 2 élus (qui quittent le groupe en 2018 pour siéger comme non-inscrits) dont :
    - Province Sud (1/32) : Marie-Pierre Goyetche (membre de droit du bureau du parti, ancienne conseillère municipale d'opposition de Poya jusqu'en 2014).
    - Province des îles Loyauté (1/7) : Louis Kotra Uregei (président fondateur du parti, signataire des accords d'Oudinot, conseiller municipale de Lifou).

  - Dynamik unitaire Sud (DUS) : 1 élu dont :
    - Province Sud (1/32) : Sylvain Pabouty (dirigeant fondateur du parti).

  - Unir et Construire dans le Renouveau (UC Renouveau) : 1 élu dont :
    - Province des îles Loyauté (1/7) : Jacques Lalié (président fondateur du parti, ancien conseiller municipal de Lifou jusqu'en 2014).
- groupe Union nationale pour l'indépendance (UNI, président : Louis Mapou) : 9 élus dont :
  - Palika : 8 élus dont :
    - Province Sud (2/32) : Louis Mapou (membre du bureau politique du parti, président du groupe, ancien conseiller municipal d'opposition de Païta de 1995 à 2001), Ithupane Tieoué (vice-présidente du groupe, Dumbéa-Thio).
    - Province Nord (5/15) : Ivana Bouanou (conseillère municipale de Hienghène), Joseph Goromido (maire de Koné), Paul Néaoutyine (co-porte-parole du parti jusqu'en 2018, président de l'Assemblée provinciale, maire de Poindimié, signataire de l'accord de Nouméa), Émile Néchero (chef de l'opposition municipale de Canala), Nadeige Wackenthaler-Faivre (3e vice-présidente de l'assemblée de la Province Nord, ancienne conseillère municipale d'opposition de Pouembout de 2001 à 2014).
    - Province des îles Loyauté (1/7) : Charles Washetine (co-porte-parole du parti, Maré).

  - Union progressiste en Mélanésie (UPM) : 1 élue dont :
    - Province Nord (1/15) : Monique Poithily (trésorière du parti, conseillère municipale de Voh).
- groupe Front pour l'unité (FPU) et Entente provinciale Nord (se fond dans le groupe Les Républicains en 2015 qui disparaît en 2017, président : Grégoire Bernut) : 8 élus dont :
  - Le Rassemblement : 7 élus jusqu'en 2017 puir 5 après les dissidences de Nicole Andréa-Song et Grégoire Bernut, dont :
    - Province Sud (6/32 jusqu'en 2017 puis 4/32) : Nicole Andréa-Song (déléguée à l'agriculture et à la ruralité du parti, fait dissidence en 2017 pour rejoindre Les Républicains calédoniens, Nouméa), Grégoire Bernut (secrétaire général adjoint du parti chargé de la communication jusqu'en 2017 puis secrétaire général des Républicains calédoniens, président du groupe puis vice-président du groupe Les Républicains de 2015 à 2017 puis vice-président du groupe Les Républicains calédoniens de 2017 à 2019), Cynthia Ligeard (vice-présidente du parti, présidente du gouvernement jusqu'en 2015 puis membre du gouvernement, Nouméa-Boulouparis), Rusmaeni Sanmohamat (co-déléguée à la vie associative et à la condition féminine du parti, vice-présidente du groupe, conseillère municipale du Mont-Dore), Thierry Santa (secrétaire général du parti jusqu'en 2016 puis président par intérim du parti à partir de 2018, président du Congrès de 2015 à 2018, président du groupe L'Avenir en confiance à partir de 2019, conseiller municipal de Païta), Henriette Wahuzue-Falelavaki (co-déléguée à la vie associative et à la condition féminine du parti, conseillère municipale de Dumbéa où elle fut 2e adjointe au maire jusqu'en 2014).
    - Province Nord (1/15) : Francis Euriboa (chef de l'opposition municipale de Houaïlou).

  - L'Avenir ensemble : 1 élu dont :
    - Province Sud (1/32) : Harold Martin (président fondateur du parti, signataire de l'accord de Nouméa, maire de Païta jusqu'en 2018)
- groupe Union pour la Calédonie dans la France (UCF, disparaît en tant que groupe en 2015 et en tant que coalition en 2017, présidentes : Sonia Backès en 2014 puis Isabelle Champmoreau jusqu'en 2015) : 6 élus jusqu'en 2015 puis 3 après la dissidence de Sonia Backès, du RPC et de Nicole Robineau, dont :
  - Mouvement populaire calédonien (MPC) : 3 élus jusqu'en 2015 puis 2 après la dissidence de Sonia Backès, dont :
    - Province Sud (3/32 jusqu'en 2015, puis 2/32) : Sonia Backès (secrétaire générale du parti jusqu'en 2015, présidente du groupe en 2014, membre du gouvernement jusqu'en 2015, fait dissidence du MPC en 2015 pour être présidente du groupe Les Républicains jusqu'en 2017 puis du groupe Les Républicains calédoniens de 2017 à 2019, conseillère municipale de Nouméa), Gil Brial (vice-président du parti jusqu'en 2018 avant d'en prendre la présidence, vice-président du groupe jusqu'en 2015, siège comme non-inscrit de 2015 à 2017, vice-président de l'intergroupe Calédonie ensemble-Rassemblement-MPC de 2017 à 2018 puis du groupe Les Républicains Rassemblement-MPC de 2018 à 2019), Gaël Yanno (président fondateur du parti jusqu'en 2018, président du Congrès jusqu'en 2015 puis à partir de 2018, siège conne non-inscrit de 2015 à 2017 et à partir de 2018, membre de l'intergroupe Calédonie ensemble-Rassemblement-MPC de 2017 à 2018, conseiller municipal d'opposition de Nouméa après avoir été 1er adjoint au maire jusqu'en 2014).

  - Rassemblement pour la Calédonie (RPC) : 2 élues jusqu'en 2015, puis 1 élue qui quitte l'UCF pour le groupe Les Républicains jusqu'en 2017 puis Les Républicains calédoniens jusqu'en 2019 et enfin L'Avenir en confiance, dont :
    - Province Sud (2/32 jusqu'en 2015, puis 1/32) : Isabelle Lafleur (présidente du parti jusqu'en 2017, puis présidente d'honneur du parti Les Républicains calédoniens, conseillère municipale de Nouméa), Nicole Robineau (rejoint Calédonie ensemble en 2015, Nouméa).

  - Mouvement républicain calédonien (MRC) : 1 élu qui quitte l'UCF en 2017 pour le groupe Les Républicains calédoniens jusqu'en 2019 et enfin L'Avenir en confiance, dont :
    - Province Sud (1/32) : Philippe Blaise (président fondateur du parti, co-secrétaire général des Républicains calédoniens à partir de 2017 et co-porte-parole de L'Avenir en confiance à partir de 2019, siège comme non-inscrit de 2015 à 2017, vice-président des groupes Les Républicains calédoniens jusqu'en 2019 puis L'Avenir en confiance, conseiller municipal de Nouméa).
- Non-inscrits : 1 élu jusqu'en 2015, puis 4 élus jusqu'en 2017, puis 1 élu jusqu'en 2018 et enfin 4 élus :
  - LKS : 1 élu dont :
    - Province des îles Loyauté (1/7) : Basile Citré (chef du parti, ancien maire de Maré jusqu'en 2014).

#### À la fin de la mandature
Les nouveaux élus par rapport à 2014 sont indiqués en gras.
- groupe Calédonie ensemble (président : Philippe Michel) : 15 élus :
  - Province Sud (13/32) : Philippe Gomès (chef fondateur du parti, député, président de la commission permanente de 2016 à 2018), Philippe Dunoyer (co-porte-parole du parti, président du groupe jusqu'en 2016, membre du gouvernement de 2016 à 2017, députée, 3e adjoint au maire de Nouméa de 2014 à 2017), Marie-Françoise Hmeun (Nouméa-Lifou), Monique Jandot (à partir de 2014 en remplacement de Philippe Germain élu au gouvernement, chef de l'opposition municipale du Mont-Dore), Nina Julié (Nouméa), Martine Lagneau (1re vice-présidente de l'assemblée de la Province Sud, Nouméa), Philippe Michel (secrétaire général du parti, président de l'assemblée de la Province Sud, président du groupe), Monique Millet (à partir de 2015 en remplacement de Frédéric de Greslan qui a démissionné), Dominique Molé (3e vice-président de l'assemblée de la Province Sud, Nouméa-Lifou), Nicole Robineau (a rejoint le parti et le groupe en 2015, ancienne élue de l'UCF-RPC, Nouméa), Léonard Sam (à partir de 2016 en remplacement de Philippe Dunoyer puis Nicolas Metzdorf, tous deux élus successivement au gouvernement, vice-président du groupe à partir de 2018, Mont-Dore-Lifou), Sutita Sio-Lagadec (vice-présidente du groupe de 2015 à 2017, Mont-Dore), Corine Voisin (maire de La Foa).
  - Province Nord (2/15) : Gérard Poadja (porte-parole du parti, sénateur, chef de l'opposition municipale de Koné), Marie-Hyacintha Santino (conseillère municipale d'opposition de Koumac).
- groupe L'Avenir en confiance (président : Thierry Santa) : 13 élus dont :
  - Les Républicains calédoniens : 7 élus dont :
    - Province Sud (7/32) : Nicole Andréa-Song (ex-Rassemblement, Nouméa), Sonia Backès (présidente fondatrice du parti, ex-MPC, ex-Les Républicains, membre du gouvernement jusqu'en 2015, conseillère municipale de Nouméa), Philippe Blaise (secrétaire général du parti, président fondateur du MRC, vice-président du groupe, conseiller municipal de Nouméa), Isabelle Lafleur (présidente d'honneur du parti, ancienne présidente du RPC qu'elle a dissout en 2017, conseillère municipale de Nouméa), Harold Martin (ancien président de L'Avenir ensemble qu'il a dissout en 2017, Païta dont il fut le maire jusqu'en 2019, signataire de l'accord de Nouméa), Silipeleto « Fiu » Muliakaaka (ex-Calédonie ensemble, élu à partir de 2015 en remplacement d'Hélène Iekawé élue au gouvernement, conseiller municipal de Païta).

  - Le Rassemblement-Les Républicains (Rassemblement-LR) : 5 élus dont :
    - Province Sud (4/32) : Yoann Lecourieux (secrétaire général adjoint du parti, élu à partir de 2014 en remplacement de Cynthia Ligeard élue au gouvernement, ancien vice-président de l'Intergroupe de 2017 à 2018 puis président du groupe Les Républicains Rassemblement-MPC de 2018 à 2019, Nouméa-Dumbéa), Rusmaeni Sanmohamat (co-déléguée à la vie associative et à la condition féminine du parti, conseillère municipale du Mont-Dore), Thierry Santa (président par intérim du parti, président du groupe, conseiller municipal de Païta), Henriette Wahuzue-Falelavaki (co-déléguée à la vie associative et à la condition féminine du parti, conseillère municipale de Dumbéa).
    - Province Nord (1/15) : Francis Euriboa (chef de l'opposition municipale de Houaïlou).

  - Mouvement populaire calédonien (MPC) : 1 élu dont :
    - Province Sud (1/32) : Gil Brial (président du parti, 2e vice-président de l'assemblée de province, ancien vice-président du groupe UCF jusqu'en 2015, puis de l'intergroupe de 2017 à 2018 et du groupe Les Républicains Rassemblement-MPC de 2018 à 2019, conseiller municipal de Dumbéa).
- groupe UC-FLNKS et Nationalistes (président : Roch Wamytan) : 13 élus dont :
  - Union calédonienne (UC) : 11 élus dont :
    - Province Sud (2/32) : Prisca Holéro (chef de l'opposition municipale de Sarraméa après en avoir été maire), Roch Wamytan (président du groupe, signataire de l'accord de Nouméa).
    - Province Nord (6/15) : Angy Boehe (conseillère municipale de Houaïlou), Daniel Goa (président du parti, chef de l'opposition municipale de Hienghène), Caroline Machoro (vice-présidente du groupe, ancienne conseillère municipale de Canala), Hervé Tein-Taouva (à partir de 2014 en remplacement de Gilbert Tyuienon élu au gouvernement, maire de Kaala-Gomen), Henriette Tidjine-Hmae (maire de Poum), Pierre-Chanel Tutugoro (secrétaire général du parti à partir de 2018, maire de Ponérihouen).
    - Province des îles Loyauté (3/7) : Isabelle Béaruné (Maré), Néko Hnepeune (1er vice-président du parti, président de l'Assemblée provinciale, conseiller municipal de Lifou dont il fut le maire de 2001 à 2014), Mathias Waneux (Président de la Sodil, Ouvéa).

  - Dynamik unitaire Sud (DUS) : 1 élu dont :
    - Province Sud (1/32) : Sylvain Pabouty (dirigeant fondateur du parti).

  - Unir et Construire dans le Renouveau (UC Renouveau) : 1 élu dont :
    - Province des îles Loyauté (1/7) : Jacques Lalié (président fondateur du parti, ancien conseiller municipal de Lifou jusqu'en 2014).
- groupe Union nationale pour l'indépendance (UNI, président : Louis Mapou) : 9 élus dont :
  - Palika : 8 élus dont :
    - Province Sud (2/32) : Louis Mapou (membre du bureau politique du parti, président du groupe, ancien conseiller municipal d'opposition de Païta de 1995 à 2001), Ithupane Tieoué (vice-présidente du groupe, Dumbéa-Thio).
    - Province Nord (5/15) : Ivana Bouanou (conseillère municipale de Hienghène), Joseph Goromido (maire de Koné), Paul Néaoutyine (co-porte-parole du parti jusqu'en 2018, président de l'Assemblée provinciale, maire de Poindimié, signataire de l'accord de Nouméa), Émile Néchero (chef de l'opposition municipale de Canala), Nadeige Wackenthaler-Faivre (3e vice-présidente de l'assemblée de la Province Nord, ancienne conseillère municipale d'opposition de Pouembout de 2001 à 2014).
    - Province des îles Loyauté (1/7) : Charles Washetine (co-porte-parole du parti, Maré).

  - Union progressiste en Mélanésie (UPM) : 1 élue dont :
    - Province Nord (1/15) : Monique Poithily (trésorière du parti, conseillère municipale de Voh).
- Non-inscrits : 4 élus :
  - Parti travailliste : 2 élus dont :
    - Province Sud (1/32) : Marie-Pierre Goyetche (membre de droit du bureau du parti, ancienne conseillère municipale d'opposition de Poya jusqu'en 2014).
    - Province des îles Loyauté (1/7) : Louis Kotra Uregei (président fondateur du parti, signataire des accords d'Oudinot, conseiller municipale de Lifou).

  - LKS : 1 élu dont :
    - Province des îles Loyauté (1/7) : Basile Citré (chef du parti, ancien maire de Maré jusqu'en 2014).

  - MPC dissident : 1 élu dont :
    - Province Sud (1/32) : Gaël Yanno (ancien président du parti jusqu'en 2018, président du Congrès, conseiller municipal de Nouméa).

### Composition lors de la5emandature(2019-2024)

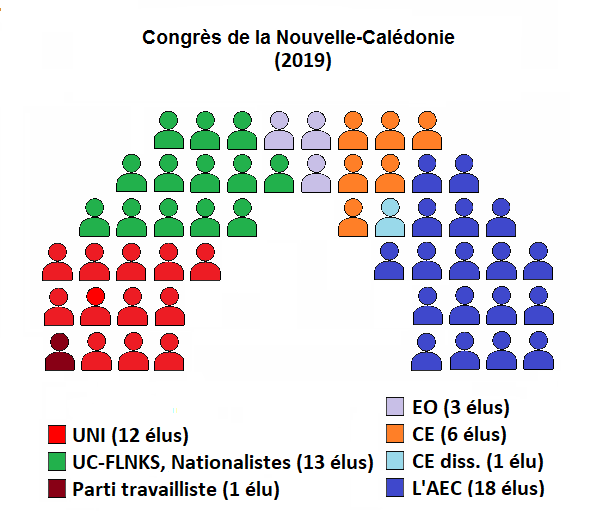
Composition du Congrès lors de la séance inaugurale du 5e mandat de l'accord de Nouméa, le 24 mai 2019.
N.B. : CE : Calédonie ensemble, L'AEC : L'Avenir en confiance, EO : L'Éveil océanien.

Un groupe politique est composé d'au moins six membres du Congrès. Depuis le 23 mai 2019, quatre groupes sont constitués :
- le groupe L'Avenir en confiance (non-indépendantiste) réunit des élus de trois partis politiques (Les Républicains calédoniens, Le Rassemblement-Les Républicains, le Mouvement populaire calédonien) et deux sans étiquette. Il est présidé par Virginie Ruffenach (élue du Sud, secrétaire générale du Rassemblement-LR) et vice-présidé par Philippe Blaise (élu du Sud, cosecrétaire général du parti Les Républicains calédoniens et président fondateur du Mouvement républicain calédonien) : 18 membres (16 du Sud et 2 du Nord), dont 8 Les Républicains calédoniens (7 du Sud et 1 du Nord), 6 Rassemblement-LR (5 du Sud et 1 du Nord), 2 MPC (du Sud) et 2 sans étiquette (du Sud) ;
- le groupe « UC-FLNKS et Nationaliste » (indépendantiste) réunit des élus issus de l'Union calédonienne (UC) qui est l'une des composantes majeures du Front de libération nationale kanak et socialiste (FLNKS) mais aussi d'autres petites formations indépendantistes (Parti travailliste jusqu'au 30 juillet 2018, Dynamik unitaire Sud, Unir et construire dans le renouveau, LKS), présidé par Pierre-Chanel Tutugoro (élu FLNKS-UC du Nord, secrétaire général de l'UC et maire de Ponérihouen) et vice-présidé par Caroline Machoro-Reignier (élue FLNKS-UC du Nord) : 13 membres (6 du Nord, 4 des Îles Loyauté, 3 du Sud), dont 11 du FLNKS-UC (6 du Nord, 3 des Îles Loyauté dont 1 UC Renouveau, 2 du Sud), 1 de la Dynamik unitaire Sud (DUS, du Sud) et 1 de Libération kanak socialiste (LKS, des Îles Loyauté) ;
- le groupe Union nationale pour l'indépendance (UNI, indépendantiste) est composé essentiellement de membres du Parti de libération kanak (Palika) associés à l'Union progressiste en Mélanésie (UPM), deux autres composantes du FLNKS, présidé par Louis Mapou (élu Palika du Sud) et vice-présidé par Ithupane Tieoué (élue Palika du Sud) : 12 membres (7 du Nord, 3 du Sud, 2 des Îles Loyauté), dont 10 Palika (5 du Nord, 3 du Sud, 2 des Îles Loyauté) et 2 UPM (du Nord) ;
- le groupe Calédonie ensemble (non-indépendantiste), présidé par Philippe Michel (par ailleurs ancien président de l'Assemblée de la Province Sud et secrétaire général de Calédonie ensemble) et vice-présidé par Philippe Dunoyer (également député UDI de la 1re circonscription, coporte-parole de Calédonie ensemble, élu de l'Assemblée de la Province Sud) : 6 membres (tous du Sud) ;
- 5 non-inscrits dont 4 non-indépendantistes du Sud, à savoir 3 de L'Éveil océanien et 1 dissident de Calédonie ensemble qui a fondé Générations NC, et 1 indépendantiste du Parti travailliste (des Îles Loyauté).